# Воронины (телесериал)
«Воро́нины» — российский комедийный сериал, адаптация американского ситкома «Все любят Рэймонда» с 1 по 10 сезоны, оригинальный российский ситком с 11 по 24 сезоны. Телесериал не имеет строгой сюжетной линии, а потому считается классической «ситуационной комедией». Транслировался с 16 ноября 2009 года по 3 октября 2019 года на телеканале СТС.
Слоганы сериала: «Не проворонь!» и «Семейный блокбастер».

## Сюжет
Главными героями сериала «Воронины» является обычная семья, проживающая в московской квартире. Состав семьи следующий: муж Костя (спортивный журналист), его жена Вера (домохозяйка) и их дети: Маша и близнецы Филипп и Кирилл. Прямо на этой же лестничной площадке, в соседней квартире проживают родители Кости — Галина Ивановна и Николай Петрович (пенсионеры), а также старший брат Кости — Лёня (в начале сериала капитан, затем майор, потом подполковник милиции, затем полиции; позже — пенсионер по выслуге лет, преподаватель права в вузе, а потом — лейтенант МЧС).
Однажды Костя убрал перегородку между балконами, которая отделяла квартиры родителей и молодой семьи. Совершая это действие, он даже предположить не мог, что убрал не только стенку, но и разумную преграду между его личной жизнью и родителями. Теперь Воронины-старшие бесцеремонно приходят в гости к младшим по нескольку раз в день, а Галина Ивановна всё время пытается разобраться и помочь семейной паре, даже если они в этом не нуждаются.
Масла в огонь подливает и старший брат Кости — Лёня. Ему стыдно, что он, будучи сорокалетним майором, не женат и живёт вместе с родителями. Он с детства завидовал Косте, считал, что его не любят, но и спустя многие годы чувство зависти не утихло. А между Галиной и Верой периодически разгораются конфликты. Впрочем, родственные чувства, хоть и не кровные, сильнее, чем ненависть, и они, как правило, мирятся. Тем временем Лёня находит девушку по имени Настя и, пройдя немало испытаний, они женятся (свадьба состоялась в 140 серии).
Спустя некоторое время Галина Ивановна и Николай Петрович переезжают жить в деревню, а в городскую квартиру селятся молодожёны Лёня и Настя (185 серия). Теперь братья Воронины становятся соседями. Тем не менее Ворониных-старших вскоре выгнали из деревни, и они стали жить вместе — Лёня, Настя, Галина и Николай (со 186 серии). В 210 серии Лёня с Настей переезжают жить в отдельную, съёмную квартиру.
В 222 серии у Насти с Лёней родился сын Саша. Также в 11 сезоне Ворониных ждёт поездка в Турцию и принятие участия в съёмках любимой Машиной телепрограммы «Это наш ребёнок!» (пародия на шоу канала СТС «Это мой ребёнок!»).
В 243 серии Воронины приобретают дачу. В 278 серии Лёня и Настя вынуждены съехать со съёмной квартиры, они вновь переселяются в квартиру Николая Петровича и Галины Ивановны. В 316 серии у Веры с Костей рождается четвёртый ребёнок — дочка Люся.
В 20 сезоне Воронины вновь отправились на курорт — в этот раз они отдыхали в Сочи.
В 469 серии Лёня и Настя переезжают жить в собственную квартиру.
В 22 сезоне Воронины отправляются в семейный круиз по Волге, а в 24 сезоне — вновь на отдых в Сочи.

## История создания
Телеканал СТС около двух лет работал над запуском сериала: западный ситком «Все любят Рэймонда» долгое время не получалось адаптировать. Западный оригинал держался на главном герое (Реймонде), которого сыграл известный американский комик; другой важной деталью было то, что семья Реймонда имела итальянские корни, что являлось дополнительным источником комедийных ситуаций. Российские продюсеры первоначально пытались скопировать эти приёмы: найти на главную роль известного отечественного комика, сделать акцент на национальности семьи (предполагалось, что в нашей версии будет семья с украинскими или армянскими корнями). Однако этот вариант был признан неудачным. В итоге сериал был передан продюсерам компании Good Story Media, которые сумели найти успешную концепцию российской версии ситкома: они решили строить сюжет на узнаваемых отношениях внутри семьи, способах решения таких семейно-бытовых проблем, с которыми может столкнуться среднестатистическая российская семья. Таким образом, сценарий отечественной версии удалось практически полностью переделать так, чтобы его содержание было близко и понятно российскому зрителю. Первоначальный основной сюжет серии при этом остаётся неизменным.
На главные роли в сериале «Воронины» на кастинге были утверждены довольно известные актёры, полюбившиеся телезрителям по работе в других кинолентах. Роль Кости досталась Георгию Дронову (он также один из режиссёров сериала), который до этого сериала стал достаточно известным по работе в проекте «Саша+Маша», а также был одним из главных режиссёров ситкома «Счастливы вместе». В роли Веры снялась Екатерина Волкова. Простого и непосредственного отца Кости сыграл Борис Клюев, театральный педагог и руководитель курса актёрского мастерства в Щепкинском училище. Матерью стала Анна Фроловцева. Станислав Дужников исполнил роль Лёни. Главным режиссёром же сериала «Воронины» выступил Александр Жигалкин, который также работал с такими проектами, как «Папины дочки», «6 кадров», «Слава Богу, ты пришёл!» и другими.
Съёмки сериала начались 25 августа 2009 года. Первоначально телеканал СТС купил лицензию на право адаптации первых 40 серий ситкома. Их съёмки завершились в декабре 2009 года. К тому времени «Воронины» уже стартовали на СТС, был показан весь 1 сезон. Сериал получил очень высокие рейтинги, поэтому было решено продолжить съёмки — к работе над новыми сериями приступили уже в начале 2010 года.
В начале 2011 года из-за беременности Екатерины Волковой, исполнительницы одной из главных ролей, съёмки «Ворониных» временно прекратились. Тем не менее уже в конце апреля того же года Екатерина Волкова вышла из отпуска по уходу за ребёнком, и съёмочная группа приступила к новому, 9 сезону телесериала.
Между тем, после завершения 10 сезона материал для адаптации закончился, и продюсеры решили создать оригинальное продолжение. Съёмки 11 сезона начались 1 августа 2012 года. Оригинальное продолжение стартовало на СТС 1 октября 2012 года.
В октябре 2012 года для съёмок 223—224 серий (11 сезон) съёмочная группа на несколько дней выехала в российский курортный город Геленджик (при этом, по сюжету этих серий, Воронины отдыхали в Турции).
В 2014 году продюсерскую компанию Good Story Media, производившую «Ворониных», выкупил холдинг «Газпром-Медиа», в связи с чем она прекратила сотрудничество с СТС, в том числе и съёмки «Ворониных». Впрочем, спустя некоторое время производство было передано студии «Леан-М», и 8 апреля 2015 года начались съёмки серий 15 сезона.
Летом 2017 года съёмочная группа выезжала в Сочи, где были сняты 432—435 серии (20 сезон).
Летом 2018 года несколько серий для 22 сезона (477—480) было снято на Волге, в Ярославле.
Летом 2019 года несколько эпизодов 24 сезона (549—552) сняли в Сочи. Ряд источников (в частности, актёры Екатерина Волкова и Станислав Дужников) сообщали, что 24 сезон станет заключительным. Вместе с тем, пресс-служба СТС заявила, что сериал пока стабильно собирает высокие рейтинги, поэтому закрытия не будет. В 2020 году создатели запланировали отснять ещё 2 новых сезона, но 1 сентября 2020 года скончался Борис Клюев, исполнитель одной из главных ролей в сериале. 2 сентября 2020 года генеральный директор СТС Вячеслав Муругов заявил, что дальнейшая судьба проекта пока неизвестна. В марте 2021 года актёр Георгий Дронов рассказал, что команда, работающая над сериалом «Воронины», приняла решение закрыть проект. Основной причиной завершения сериала Дронов назвал смерть Бориса Клюева.

### Локации съемок
Основные съёмки проходили не в реальных квартирах, а в специально построенных декорациях в павильоне киностудии Амедиа. Интерьеры были воссозданы из гипсокартона, оформлены в привычный для зрителя уютный стиль. Внешний вид дома снимали в Москве, в районе Хамовники. Съёмки сериала проходили не только в павильоне: несколько серий были сняты в Ярославле (в 2018 году) и в Сочи (в 2019 году).

### Спин-офф «Костя — Вера»
В феврале 2024 года появилась информация, что СТС готовит перезапуск сериала под названием «Костя — Вера». Его съёмки начались в мае 2024 года. В спин-оффе вновь появятся Георгий Дронов, Екатерина Волкова, Анна Фроловцева, Станислав Дужников и Юлия Куварзина. На роль Маши взяли другую актрису — Карину Орлову, так как, по данным источника в съёмочной группе, Мария Ильюхина не прошла кастинг. Сюжет спин-оффа начнётся после ухода из жизни Николая Петровича, поскольку на эту роль было решено не искать замену умершего актёра. В жизни Ворониных произойдут изменения: Костя и Вера переедут в новую квартиру, а Галина Ивановна — на дачу. У Маши появится жених, который не придётся по душе Косте.

## В ролях

### Семья Ворониных
| Актёр                                                                                       | Персонаж |
| ------------------------------------------------------------------------------------------- | --- |
| Георгий Дронов                                                                              | Константин Николаевич Воронин, муж Веры, спортивный журналист газеты «Спорт», в 390 серии перешёл работать в издательство «Глобал Спорт Ньюс» (с 1 сезона) |
| Екатерина Волкова                                                                           | Вера Сергеевна Воронина (в девичестве Золотарёва), жена Кости, домохозяйка, дизайнер по образованию (с 1 сезона) |
| Борис Клюев                                                                                 | Николай Петрович Воронин, муж Галины, отец Кости и Лёни, пенсионер, служил пограничником на китайской границе в звании старшего сержанта, до выхода на пенсию работал на свечном заводе (с 1 сезона) |
| Анна Фроловцева                                                                             | Галина Ивановна Воронина (в девичестве Короткова), жена Николая, мать Кости и Лёни, пенсионерка, домохозяйка, бывший преподаватель в музыкальной школе (с 1 сезона) |
| Станислав Дужников                                                                          | Леонид Николаевич Воронин, капитан/майор/подполковник милиции/полиции, старший брат Кости, с 140 серии — муж Насти. В 268 серии вышел из рядов полиции в отставку, а в 282-й устроился в вуз преподавателем уголовного права, с 387 серии — заведующий кафедрой уголовного права. В 447 серии уволился из института. С 498 серии — лейтенант МЧС России (с 1 сезона) |
| Юлия Куварзина                                                                              | Анастасия Альбертовна Воронина (в девичестве Шварц), подруга и однокурсница Веры, вторая жена Лёни. Крещена как Изольда, родители по национальности поволжские немцы. Дизайнер по образованию, в 332 серии устроилась няней в детский сад (1—2, 4—24 сезоны) |
| Мария Ильюхина / Софья Савилова (20 серия)                                                  | Мария Константиновна Воронина, старшая дочь Кости и Веры (с 1 сезона) |
| Филипп и Кирилл Воробьёвы (Михины) (1—10 сезоны) / Роман и Артём Пенчуки (с 11 сезона)      | Кирилл (Филипп Михин, Роман Пенчук) и Филипп (Кирилл Михин, Артём Пенчук) Константиновичи Воронины, близнецы, сыновья Кости и Веры, в 462 серии отправились в кадетское училище (c 1 сезона) |
| Полина Кузьменко (15 сезон) / Софья Хващинская (16—17 сезоны) / Вера Тарасова (с 18 сезона) | Людмила Константиновна Воронина, младшая дочь Кости и Веры, родилась 21 (записана 20) мая 2015 года (с 14 сезона) |
| Юка Матвеева (11—14 сезоны) / Анатолий Наумов (с 15 сезона)                                 | Александр Леонидович Воронин, сын Лёни и Насти, родился 4 сентября 2012 года (с 11 сезона) |

### Родственники Ворониных
| Актёр                                           | Персонаж |
| ----------------------------------------------- | --- |
| Людмила Дмитриева                               | Людмила Васильевна Золотарёва, мать Веры, жена Сергея Геннадьевича (с 5 по 13 сезон были в разводе) (2—3, 5—6, 8—13, 15—22 сезоны)                        |
| Андрей Ургант                                   | Сергей Геннадьевич Золотарёв, отец Веры, муж Людмилы Васильевны (с 5 по 13 сезон были в разводе) (2—3, 5—6, 8—11, 13, 15—23 сезоны)                       |
| Марина Жукова (93) / Ирина Лачина (с 367 серии) | Анна Сергеевна Золотарёва, старшая сестра Веры, бывшая байкерша (5, 17—19, 21, 24 сезоны)                                                                 |
| Людмила Ворошилова                              | Елена Эдуардовна Шварц, мама Насти, жена/вдова Альберта Робертовича (7—14, 16, 18, 22 сезоны)                                                             |
| Виктор Лакирев                                  | Альберт Робертович Шварц, отец Насти, муж Елены Эдуардовны, директор школы. Умер в 308 серии (7—13 сезоны)                                                |
| Андрей Кайков                                   | Роман Альбертович Шварц, старший брат Насти, жених Оксаны (но в 413 серии выяснилось, что они развелись), крещён как Гельмут (7—14, 19—21, 23, 24 сезоны) |
| Юлия Михайлова                                  | Наталья Осинская (в замужестве Воронина), бывшая жена Лёни, в прошлом — стриптизёрша, страховой агент, позже — хозяйка кафе «Пиццерини» (80, 84, 525)     |
| Татьяна Артёмова                                | Нина, двоюродная сестра Галины Ивановны (81) |
| Владимир Горюшин                                | Евгений, муж Нины (81) |
| Галина Ниголь                                   | Зинаида, двоюродная сестра Галины Ивановны из Саранска, работала в психдиспансере (142)                                                                   |
| Игорь Ларин                                     | Олег Бодров, троюродный брат Кости (158) |
| Римма Маркова                                   | Валентина Петровна Воронина, старшая сестра Николая Петровича из Сургута (181)                                                                            |
| Анна Гуляренко                                  | Зинаида Ивановна, младшая сестра Галины Ивановны (311) |
| Анатолий Узденский                              | Фёдор Григорьевич, муж Зинаиды (311) |
| Наталья Фекленко                                | Светлана, двоюродная сестра Галины Ивановны (362) |
| Виктория Герасимова                             | Алёна, невестка Светланы (362) |

### Друзья и знакомые Ворониных
| Актёр                  | Персонаж |
| ---------------------- | --- |
| Олег Кассин            | Михаил, друг Кости (1—14, 16—17, 20 сезоны) |
| Александр Гришаев      | Вадим Александрович Фролов-Гусяткин, коллега и друг детства Кости, муж Лили (с 1 сезона) |
| Наталья Винтилова      | Лилия Фролова-Гусяткина, подруга Веры и Кости, жена Вадика (с 1 сезона) |
| Олег Лопухов           | Эдуард, коллега Кости (1—7 сезоны) |
| Алексей Якубов         | Анатолий, бармен в кафе «Пиццерини» (1—5 сезоны) |
| Константин Карасик     | Андрей Степанов, коллега и друг Кости (5, 8—14, 16—24 сезоны) |
| Александр Жигалкин     | Александр Александрович Тетерин (Сан Саныч), новый начальник Кости, с 21 сезона — его подчинённый и коллега (15—18, 21—24 сезоны) |
| Илья Ловкий            | Павел Пашаев, друг и коллега Кости (16, 18—24 сезоны) |
| Анна Васильева         | Екатерина Пашаева, жена Паши (382, 406, 420, 467, 506) |
| Светлана Антонова      | Симона Альбертовна Смирнова, руководитель медиахолдинга «Глобал Спорт Ньюс», начальница Кости (18—24 сезоны) |
| Татьяна Борисова       | Полина, подруга Веры (36, 354) |
| Вадим Александров      | Александр Васильевич Маслёнкин (Василич), лучший друг Николая Петровича (3—16 сезоны) |
| Александр Сухинин      | Виктор Семёнович (Семёныч), друг Николая Петровича (3—24 сезоны) |
| Алексей Ярмилко        | Саныч, друг Николая Петровича (6—24 сезоны) |
| Михаил Лебедев         | Семёныч, военный, армейский друг Николая Петровича (67) |
| Михаил Кокшенов        | Дмитрий Александрович, друг Николая Петровича (114, 125, 161) |
| Николай Аверюшкин      | друг Николая Петровича (191) |
| Валерий Афанасьев      | Вячеслав, армейский друг Николая Петровича (234) / Владимир Селезнёв, старый друг Николая Петровича (504, 524, 533) |
| Сергей Бачурский       | Дмитрич, сосед по даче и друг Николая Петровича (18—20 сезоны) |
| Евграф Прохоров        | Борис Петрович, знакомый Николая Петровича (18, 20—21, 23, 24 сезоны) |
| Александр Никольский   | Палыч, друг Николая Петровича (545) |
| Татьяна Жукова-Киртбая | Зинаида, соседка Ворониных по дому (359, 458, 498, 547) |
| Борис Невзоров         | Виктор Степанович, сосед Ворониных по даче (381) |
| Татьяна Орлова         | Маргарита Ивановна Фролова (Рита), напарница Лёни, младший сержант/младший лейтенант/старший лейтенант/майор милиции/полиции; с 11 сезона — участковая района, где проживают Воронины; с 22 сезона — полковник МЧС России (2, 4, 5, 7, 11—14, 22, 24 сезоны) |
| Виктория Алашеева      | Ольга, бывшая девушка Лёни (68) |
| Мария Антипп           | Екатерина, бывшая девушка Лёни (71) |
| Зарина Каирова         | Карина Кареновна, давняя знакомая и подруга Лёни, была его девушкой (83, 84, 90, 94, 200) |
| Артур Диланян          | Карен Арменович, отец Карины, старый армейский друг Николая Петровича (83, 84, 90, 94) |
| Юлия Жигалина          | Татьяна, бывшая девушка Лёни (126) |
| Ксения Ильясова        | Валентина Ивановна, учительница и классный руководитель Маши (6—15 сезоны) |
| Светлана Галка         | Оксана Анатольевна Метелина, мать Вики, бывший председатель родительского комитета, невеста Ромы (но в 413 серии выяснилось, что они развелись) (8—10, 14 сезоны)                                                                                            |
| Сергей Беляев          | Пётр Сергеевич, директор школы (168, 287, 372, 416, 462) |
| Дарья Фекленко         | Любовь Петровна, воспитательница близнецов (8—9 сезоны) |
| Андрей Попович         | Артём, парень Маши (361, 379, 416) |
| Юлия Зимина            | Марина, девушка Андрея (444, 542, 548) |
| Алексей Фокин          | Сергей («Питон»), новый парень Маши (18, 20, 22, 23 сезоны) |
| Маргарита Дьяченкова   | Кристина, подруга Маши (18—24 сезоны) |

### Приглашённые знаменитости
| Дмитрий Губерниев   | камео, спортивный комментатор (6, 103)            |
| Дмитрий Ананко      | камео, футболист (6)                              |
| Дмитрий Носов       | камео, дзюдоист (10)                              |
| Ляйсан Утяшева      | камео, художественная гимнастка (103)             |
| Фёдор Черенков      | камео, футболист (107)                            |
| Вагиз Хидиятуллин   | камео, футболист (107)                            |
| Виктор Гусев        | камео, спортивный комментатор (129)               |
| Татьяна Лазарева    | камео, ведущая программы «Это наш ребёнок!» (227) |
| Николай Валуев      | камео, боксёр (237)                               |
| Вячеслав Фетисов    | камео, хоккеист (240)                             |
| Сергей Белоголовцев | Максим Петрович, начальник Веры (321)             |
| Николай Басков      | камео, певец (326)                                |
| Андрей Малахов      | камео, телеведущий (347)                          |
| Александр Пушной    | аниматор, переодетый в Деда Мороза (395)          |
| Филипп Киркоров     | камео, певец (407)                                |
| Александр Олешко    | редактор книжного издательства (411)              |
| Глюкоза             | камео, певица (433)                               |
| Павел Любимцев      | Лев Аркадьевич, врач-психотерапевт (438)          |
| Александр Рогов     | камео, ведущий телешоу «Рогов. Студия 24» (505)   |

## Список сезонов
| Сезон | Сезон | Серии | Период трансляции                 |
| ----- | ----- | ----- | --------------------------------- |
|       | 1     | 20    | 16 ноября — 10 декабря 2009       |
|       | 2     | 20    | 25 января — 19 февраля 2010       |
|       | 3     | 20    | 22 марта — 16 апреля 2010         |
|       | 4     | 20    | 24 мая — 25 июня 2010             |
|       | 5     | 20    | 16 августа — 16 сентября 2010     |
|       | 6     | 22    | 4 октября — 25 ноября 2010        |
|       | 7     | 18    | 13 декабря 2010 — 20 января 2011  |
|       | 8     | 20    | 31 января — 31 марта 2011         |
|       | 9     | 25    | 24 мая — 25 августа 2011          |
|       | 10    | 25    | 19 сентября — 5 декабря 2011      |
|       | 11    | 20    | 1 октября — 29 ноября 2012        |
|       | 12    | 26    | 3 декабря 2012 — 4 июня 2013      |
|       | 13    | 28    | 26 ноября 2013 — 19 февраля 2014  |
|       | 14    | 32    | 16 июня — 3 сентября 2014         |
|       | 15    | 20    | 7 сентября — 7 октября 2015       |
|       | 16    | 20    | 1 февраля — 5 апреля 2016         |
|       | 17    | 20    | 29 августа — 19 октября 2016      |
|       | 18    | 27    | 20 октября 2016 — 16 февраля 2017 |
|       | 19    | 19    | 13 марта — 20 апреля 2017         |
|       | 20    | 33    | 21 августа 2017 — 25 января 2018  |
|       | 21    | 21    | 6 марта — 27 августа 2018         |
|       | 22    | 18    | 4 сентября — 7 декабря 2018       |
|       | 23    | 36    | 4 февраля — 18 апреля 2019        |
|       | 24    | 22    | 16 сентября — 3 октября 2019      |

## Эпизоды

### Сезон 1
| № серии | Описание серии | Премьера        |
| ------- | --- | --------------- |
| 1       | Воронины-старшие поссорились из-за солянки. В итоге Галина Ивановна переселяется в квартиру Кости. Вера не выдерживает этого и уходит к Николаю Петровичу. | 16 ноября 2009  |
| 2       | Уставшая от домашних дел Вера просит Костю выделить ей немного личного времени. Костя уходит в квартиру родителей, а когда возвращается, то видит, что Вера плачет. Теперь ему нужно выяснить, в чём дело.                                                                   | 16 ноября 2009  |
| 3       | У Николая Петровича день рождения, ему исполнилось 65. Подарок Лёни, как всегда, Николаю понравился. Но как раз это и не даёт покоя Косте, который решает подарить отцу аквариум.                                                                                            | 17 ноября 2009  |
| 4       | Лёня учится проводить тесты на IQ, и первыми подопытными становятся ближайшие родственники. | 18 ноября 2009  |
| 5       | Костя понравился одной молодой официантке в пиццерии. Самое страшное будет, если об этом узнает Вера. | 19 ноября 2009  |
| 6       | Костю, как спортивного журналиста, впервые приглашают на телевидение в передачу Дмитрия Губерниева. Вот только у Кости имеются небольшие проблемы с речью. | 20 ноября 2009  |
| 7       | Костя приводит с улицы английского бульдога, очень похожего на их с Лёней пса детства. Счастье брата невозможно описать. Но этой радости приходит конец, когда объявляется настоящая хозяйка собаки.                                                                         | 23 ноября 2009  |
| 8       | Вера, после того, как Костя между её рыбной запеканкой и мамиными тефтелями выбрал второе, всё-таки решилась поучиться кулинарному мастерству у Галины Ивановны. | 24 ноября 2009  |
| 9       | Лёня знакомится с Настей, и между ними сразу завязывается роман. Узнав об этом, Воронины-старшие решают, во что бы то ни стало, познакомиться с Настей. | 25 ноября 2009  |
| 10      | Вера заболела, и Костя вынужден всё делать по дому, да вдобавок и отвести близнецов к врачу. А ему ведь нужно брать интервью у олимпийского призёра, дзюдоиста Дмитрия Носова.                                                                                               | 26 ноября 2009  |
| 11      | На носу семилетие свадьбы Кости и Веры. Но вдруг Костя узнаёт, что бриллиант в обручальном кольце, купленном им у своего знакомого для Веры, оказывается подделкой. | 27 ноября 2009  |
| 12      | Два года назад от Лёни ушла жена. Родители просят Костю как-то утешить брата, развлечь его. Костя соглашается. | 30 ноября 2009  |
| 13      | Костя забыл о вечеринке Веры и пригласил своих друзей вместе посмотреть бокс. Вдобавок ко всему на молодёжную вечеринку решила заглянуть Галина Ивановна. А Вера так хотела спокойно пообщаться со своими подружками! Вера не выдерживает и решает написать свекрови письмо. | 1 декабря 2009  |
| 14      | Маша спит с родителями из-за того, что боится «Бабайки». У Кости бессонница, потому что он не высыпается из-за Маши. И он решает принять свои меры. | 2 декабря 2009  |
| 15      | Костя замечает, что Вера сама стала предлагать eму секс. Вскоре он понимает, что вся причина в симпатичном фитнес-инструкторе. | 3 декабря 2009  |
| 16      | В семье Ворониных очередная ссора. На этот раз Костя и Вера поссорились из-за обычной открывашки. | 4 декабря 2009  |
| 17      | Костя с Верой и Вадик с Лилей идут в кафе. Там Вадик страстно целует Лилю. В результате Вера думает, что Костя разлюбил её. В семье Ворониных начинается «любовная революция».                                                                                               | 7 декабря 2009  |
| 18      | Пасха. Но даже этот праздник у Ворониных не обойдётся без приключений, ведь Вера забыла вовремя отдать свекрови её баночку, и теперь у неё один выход — осторожно её подбросить, ведь Галина Ивановна извинилась перед Верой.                                                | 8 декабря 2009  |
| 19      | В аэропорту на Костю чихает незнакомый пассажир. Он возвращается домой сам не свой, жалуясь на болезнь. Вера уверена, что он симулянт, но сердце матери не может врать. | 9 декабря 2009  |
| 20      | Флешбэк. В прошлом, когда Вера была беременна близнецами, она и Костя решили переехать из их маленькой «хрущёвки» в большую квартиру. А в выборе новой квартиры помогли Воронины-старшие.                                                                                    | 10 декабря 2009 |

### Сезон 2
| № серии | Описание серии | Премьера        |
| ------- | --- | --------------- |
| 1 (21)  | В квартире Кости и Веры травят муравьёв, поэтому они пока поживут у Галины Ивановны и Николая Петровича. Но Костя и Вера забывают о том, что в квартире Ворониных-старших жить нужно по правилам.                                                                 | 25 января 2010  |
| 2 (22)  | Вера стала замечать, что Костя нередко задерживается на работе с друзьями и не приходит к ужину. Поэтому она решает, что неплохо бы Косте перейти на работу дома.                                                                                                 | 26 января 2010  |
| 3 (23)  | Вера решила нанять для детей няню. От этого хорошо и Косте, и Вере, ведь у них появляется больше свободного времени друг для друга. Вот только Галина Ивановна разочарована из-за того, что ей не доверили внуков.                                                | 27 января 2010  |
| 4 (24)  | Отношения родителей Кости и Веры можно охарактеризовать, как «вооружённый нейтралитет». И вот приезжают родители Веры, они приглашают всё семейство Ворониных в дорогой ресторан.                                                                                 | 28 января 2010  |
| 5 (25)  | У родителей Кости и Лёни юбилей — они уже 40 лет живут вместе. Но тут случайно Костя узнаёт, что однажды Воронины-старшие были в шаге от развода и сошлись из-за Кости.                                                                                           | 29 января 2010  |
| 6 (26)  | На Новый год Костя решил подарить маме семейную фотографию. Галина Ивановна была бы рада, если бы не Верины родители, которые, оказывается, тоже часть семьи и, соответственно, должны быть на этом семейном фото.                                                | 1 февраля 2010  |
| 7 (27)  | Ежедневные набеги Ворониных-старших и Лёни приносят в дом Кости и Веры ссоры и споры. В этот раз Вера решает отпраздновать свой день рождения только с Костей и не приглашать его родителей.                                                                      | 2 февраля 2010  |
| 8 (28)  | Костя всегда подсмеивается над Лёниной работой. Но вот Лёня предлагает брату отправиться вместе с ним на ночное патрулирование, где Костя встречается с вооружённым преступником и отвагой Лёни.                                                                  | 3 февраля 2010  |
| 9 (29)  | В общении со свекровью Вера решила использовать новый метод — подружиться с ней и не реагировать на её подколы. Сработает ли это? | 4 февраля 2010  |
| 10 (30) | У Кости кризис среднего возраста. Всё дело в том, что он стал короче на пару сантиметров. | 5 февраля 2010  |
| 11 (31) | Костю задевает то, что Галине Ивановне Лёнина девушка, Настя, нравится больше, чем Вера. Оказывается, это только из-за того, что Настя — «хорошая девочка»! | 8 февраля 2010  |
| 12 (32) | Костя убеждает Лёню переехать от родителей, чтобы начать самостоятельную жизнь. Галина Ивановна расстроена. Отныне она начинает в квартире Кости и Веры проводить ещё больше времени, а Николаю Петровичу уже некуда деваться от чрезмерной заботы своей супруги. | 9 февраля 2010  |
| 13 (33) | Вера дозвонилась на радио, к знаменитому доктору-психологу Леонтьевой, и теперь та придёт к Вере в гости, где познакомится со всей «дружной» семьёй Ворониных. | 10 февраля 2010 |
| 14 (34) | Лёня переселяется в общежитие. Настя ему намекает, что пора бы устроить личную жизнь, однако Лёня пока не готов к серьёзным отношениям. | 11 февраля 2010 |
| 15 (35) | Лёня живёт в доме, где снимают квартиры молодые студентки. Узнав об этом, Костя начинает ежедневно ходить в гости к брату. Правда, это продолжается недолго — вскоре обо всём узнаёт Вера.                                                                        | 12 февраля 2010 |
| 16 (36) | Верина подруга увеличила себе грудь. На дне рождения подруги Костя, естественно, не может оторвать глаз от её «бюста», что вскоре замечает Вера. Спустя неделю, Костю, возвратившегося из командировки, ждёт сюрприз.                                             | 15 февраля 2010 |
| 17 (37) | Костя очень боится темноты. И вот однажды он остаётся ночью дома один с шуточками Николая Петровича. | 16 февраля 2010 |
| 18 (38) | Вера решила приготовить коронное блюдо своей свекрови — гуляш. От этого все в восторге, кроме Галины Ивановны, ведь только она всегда готовила лучше всех. | 17 февраля 2010 |
| 19 (39) | Во дворе Лёниного дома ночью гремит музыка из автомобиля. Лёня спешит задержать нарушителей спокойствия и обнаруживает в машине незнакомого парня и Настю. | 18 февраля 2010 |
| 20 (40) | Флешбэк. Костя и Вера вспоминают свою свадьбу. | 19 февраля 2010 |

### Сезон 3
| № серии | Описание серии | Премьера       |
| ------- | --- | -------------- |
| 1 (41)  | В детстве Костя вёл дневник и только сейчас он неожиданно узнаёт, что мама всегда его читала. Более того, в дневнике Кости Галина Ивановна прочитала о себе кое-что обидное.                                                                                     | 22 марта 2010  |
| 2 (42)  | У Кости трагедия — его книгу отказались печатать, а тут ещё, как назло, Лёня решил похвастаться, что ему скоро присвоят звание майора. | 23 марта 2010  |
| 3 (43)  | У Ворониных отключили спутниковую тарелку. И они решают поиграть в настольную игру. Но даже это увлечение приводит Ворониных к ссоре. | 24 марта 2010  |
| 4 (44)  | Вера ужасно устала от домашних забот, и поэтому устраивается на работу. Но вскоре Веру увольняют. | 25 марта 2010  |
| 5 (45)  | Николай Петрович стал больше общаться с Костей и интересоваться его работой. Оказывается, он стал зарабатывать на этом деньги. | 26 марта 2010  |
| 6 (46)  | Галина Ивановна садится на диету и переходит на здоровую пищу. Соответственно, «на диете» и все остальные члены семьи. | 29 марта 2010  |
| 7 (47)  | Костя уже в течение долгих лет не может нормально спать рядом с Верой. Оказывается, он не может заснуть из-за того, что Вера во сне его трогает. | 30 марта 2010  |
| 8 (48)  | Галина Ивановна, спустя десять лет, узнаёт, как Костя попробовал первую бутылку пива и очень сильно обижается. Она переключает всё своё внимание на Лёню. | 31 марта 2010  |
| 9 (49)  | Костя без разрешения Веры купил новый, очень мощный пылесос. Ему удаётся уговорить Веру оставить пылесос. Однако выясняется, что этот пылесос ей подсунула Галина Ивановна. Вере надоедают придирки свекрови, и она сама начинает давать советы Галине Ивановне. | 1 апреля 2010  |
| 10 (50) | Оказывается, свекровь нравится Вере больше, чем собственная мама. Этот факт очень беспокоит Галину Ивановну. | 2 апреля 2010  |
| 11 (51) | Николай Петрович был всегда лучшим по игре в пинг-понг, но Костя решил оспорить это утверждение и сыграть с отцом партейку. | 5 апреля 2010  |
| 12 (52) | Обычно Воронины-младшие празднуют Пасху либо у родителей Кости, либо у родителей Веры. В этот раз настала очередь Костиных родителей, но Вера решила сама устроить праздник и приготовить своё коронное блюдо.                                                   | 6 апреля 2010  |
| 13 (53) | Костя, как спортивный журналист, получает два бесплатных билета на заграничную поездку на матч и берёт своего друга. Однако ему приходится взять с собой ещё и Веру.                                                                                             | 7 апреля 2010  |
| 14 (54) | Николай Петрович уже больше года ездит на машине с просроченными правами. Вера запрещает ему возить своих детей, с чем Николай категорически не согласен. | 8 апреля 2010  |
| 15 (55) | У Маши пропал её любимый хомячок. По вине Кости вскоре его находят в… холодильнике. Костя решает купить Маше нового питомца. | 9 апреля 2010  |
| 16 (56) | На дворе глобальный экономический кризис, а Костя взял деньги из семейного бюджета без спроса жены и вложил их в свою авантюру. Теперь Косте придётся расплачиваться.                                                                                            | 12 апреля 2010 |
| 17 (57) | Вера вот уже который день ходит сама не своя. Может, это из-за того, что у неё начались критические дни? Костя решает помочь жене. | 13 апреля 2010 |
| 18 (58) | Маша неожиданно перестаёт слушаться маму и папу. Костя и Вера решают отправиться на курсы для родителей. Поможет ли это? | 14 апреля 2010 |
| 19 (59) | Костя едет в командировку, где вместе с Лёней снимает гостиничный номер. И не без помощи Лёни теряет своё обручальное кольцо. В аэропорту с Костей знакомится девушка. Что же будет, когда об этом узнает Вера?                                                  | 15 апреля 2010 |
| 20 (60) | Флешбэк. Костя не сразу стал спортивным журналистом, сначала он работал грузчиком, но именно благодаря этому он познакомился с Верой. Уже тогда Костя увидел Веру голой.                                                                                         | 16 апреля 2010 |

### Сезон 4
| № серии | Описание серии | Премьера     |
| ------- | --- | ------------ |
| 1 (61)  | Галина Ивановна пишет письмо родственникам. Вера хочет ей помочь. Но это оказывается не так просто, как хотелось бы. | 24 мая 2010  |
| 2 (62)  | У Маши выпускной в детском саду. Именно там Костя неудачно пошутил над Верой. Теперь он не может спокойно спать, боится, что Вера может отомстить ему в любую минуту. | 25 мая 2010  |
| 3 (63)  | Лёне выпал прекрасный шанс работать в ФСБ. И он бы работал там, если бы не письмо мамы о «счастливом костюме». | 26 мая 2010  |
| 4 (64)  | Вера и Костя решают быть добрее друг к другу, чтобы не стать такими же ворчливыми и склочными, как Воронины-старшие. | 27 мая 2010  |
| 5 (65)  | Вера и Костя решают застраховать свои жизни. В случае их смерти, Машу и близнецов они решили оставить не родным бабушке с дедушкой, а «каким-то там» Вадику и Лиле. | 31 мая 2010  |
| 6 (66)  | Лёня до сих пор не может найти себе девушку, из-за этого Галина Ивановна начинает полагать, будто Лёня — гей. Костя решает поддержать брата. | 1 июня 2010  |
| 7 (67)  | Николай Петрович и Лёня едут «поиграть в войну» в стиле Второй мировой. Костя никак не может решить, хочет ли он с ними. | 2 июня 2010  |
| 8 (68)  | Лёня знакомит семью со своей новой девушкой, которая моложе его в два раза. Этот факт очень беспокоит некоторых членов семьи Ворониных. | 3 июня 2010  |
| 9 (69)  | В последнее время Вера замечает, что ей с Костей не о чем разговаривать. Они решают пойти в ресторан. | 7 июня 2010  |
| 10 (70) | Маша не хочет играть на пианино так, как учит Галина Ивановна. И Костя пытается увлечь её своим примером. | 8 июня 2010  |
| 11 (71) | Лёня познакомился с девушкой. Но так вышло, что ему пришлось представиться Костей. В результате, братья Воронины «создают» новое понятие — Леонтин Воронин. | 9 июня 2010  |
| 12 (72) | В этом месяце так получилось, что за все налоговые платежи в семье Ворониных-младших ответственен Костя. И теперь, когда он допускает в счетах ошибку, тем самым оставив свою семью без средств к существованию, он готов пойти на всё, лишь бы не опозориться перед Верой.           | 10 июня 2010 |
| 13 (73) | Вера нашла аудиокассету, на которой записаны прощальные слова одной бывшей девушки Кости. Костя начинает бунтовать — он решает выкинуть все подарки бывших ухажёров Веры. Претендентом на выброс становится даже любимая игрушка Маши. А может это просто ревность?                   | 15 июня 2010 |
| 14 (74) | Сегодня Лёня в очередной раз собирается идти с Костиными детьми в зоопарк, плюс к этому Костя стал замечать, что его любимые Маша и близнецы стали прикладывать еду к подбородку! Выясняется, что Костя ревнует детей к Лёне.                                                         | 16 июня 2010 |
| 15 (75) | Вера подавилась апельсином и чуть не задохнулась, а Костя ничего не предпринял для того, чтобы спасти свою жену. Теперь Костя всеми средствами попытается доказать, что он — настоящий мужчина.                                                                                       | 17 июня 2010 |
| 16 (76) | Лёня хотел посмотреть с Костей футбол, но тот пожелал пойти с другом на картинг. Заняться было нечем, и Лёня решил выйти на дежурство не в свою смену, где на вызове в зоопарке его боднул бык.                                                                                       | 21 июня 2010 |
| 17 (77) | Воронины-старшие постоянно приходят в квартиру Кости и Веры. Те находят выход — Галине Ивановне и Николаю Петровичу нужно найти друзей, с которыми они будут проводить всё своё свободное время.                                                                                      | 22 июня 2010 |
| 18 (78) | Пока у Лёни не зажила травма после случая с быком, он временно живёт с родителями. Это не доставляет ему особой радости. Но тут выясняется, что Лёня боится жить по-другому, без родительской опеки.                                                                                  | 23 июня 2010 |
| 19 (79) | После продолжительного больничного Лёня снова выходит на работу. Но он струсил при первом же вызове — перед обычными подростками, хулиганившими в кафе. Костя советует брату посмотреть своим страхам в лицо, а именно — встретиться лицом к лицу с одним «другом» из животного мира. | 24 июня 2010 |
| 20 (80) | Флешбэк. Жизнь Лёни налаживается — он снова работает в милиции и помирился с Настей. Но однажды он встречает свою бывшую жену в кафе. Пора узнать, как и из-за чего Лёня развёлся со своей первой женой Наташей.                                                                      | 25 июня 2010 |

### Сезон 5
| № серии  | Описание серии | Премьера         |
| -------- | --- | ---------------- |
| 1 (81)   | На праздновании юбилея родственников Костя и Вера показали смешные сценки-пародии на своих родителей. Однако, Воронины-младшие никак не ожидали ТАКОЙ реакции.                                                                       | 16 августа 2010  |
| 2 (82)   | 25 лет назад Костя сломал грампластинки отца, и всё это время Николай Петрович ворчит по этому поводу. Костя решает купить отцу CD-диски. Но тот опять недоволен. Вскоре выясняется, что те самые пластинки когда-то сломал Лёня.    | 17 августа 2010  |
| 3 (83)   | После возвращения из поездки ни Костя, ни Вера не хотят разбирать чемодан. Галина Ивановна даёт Вере советы по этому вопросу. Николай Петрович тоже помогает Косте решить этот конфликт, но с противоположной, мужской точки зрения. | 18 августа 2010  |
| 4 (84)   | Лёня никак не может выбрать себе девушку. Возможные кандидатуры: Настя, Карина и… бывшая жена Наташа, которая согласна на «свободные отношения».                                                                                     | 19 августа 2010  |
| 5 (85)   | Костя не хочет идти на школьную встречу выпускников. По его словам, причина в том, что он — «ботаник», а Вера — «крутая». Всё же сходив на вечеринку, Костя убеждается в этом ещё больше.                                            | 23 августа 2010  |
| 6 (86)   | Отношения родителей Веры со стороны кажутся идеальными, но Костя, сам того не желая, приоткрывает завесу тайны «семейного счастья» Сергея Геннадьевича и Людмилы Васильевны.                                                         | 24 августа 2010  |
| 7 (87)   | Костя взбунтовался — отныне он главный в доме! Чтобы это доказать, он сам сходил в магазин за покупками, где среди прочего купил бумажные салфетки. Но, оказывается, выбор салфеток — это не так просто, как кажется.                | 25 августа 2010  |
| 8 (88)   | Вера и Костя вместе с Настей идут в театр, и у них оказался лишний билет. Костя приглашает друга Мишу, и вроде ничего необычного в этом нет, но вскоре выясняется, что это целая операция по решению «Лёниного вопроса».             | 26 августа 2010  |
| 9 (89)   | Костя помогает своему другу Андрею написать очень важную статью. Однако, вскоре Костя с ужасом узнаёт, что все его правки Андрей отменяет.                                                                                           | 30 августа 2010  |
| 10 (90)  | Галина Ивановна решила устроить Лёне сюрприз — к ним в гости едет Карина вместе с отцом. Что же теперь делать Лёне? | 31 августа 2010  |
| 11 (91)  | Миша, друг Кости, согласился починить Ворониным-младшим газовую плиту. Но лучше бы Костя и Вера его об этом не просили. | 1 сентября 2010  |
| 12 (92)  | Вера решает написать для Маши, Филиппа и Кирилла детскую книгу, но в семье Ворониных уже есть признанный писатель — Костя, который хочет написать свою.                                                                              | 2 сентября 2010  |
| 13 (93)  | Между Костей и Лёней всю жизнь идёт негласное соперничество. Есть ли оно у Веры и её старшей сестры Ани, которая приехала к Ворониным на пару дней?                                                                                  | 6 сентября 2010  |
| 14 (94)  | Лёня не идеален, он и сам это прекрасно знает. А тут ещё Галина Ивановна собирает всех женщин, которым Лёня небезразличен, чтобы обсудить все его недостатки.                                                                        | 7 сентября 2010  |
| 15 (95)  | В гости к Косте и Вере пришли новые знакомые, у которых очень «одарённый» ребёнок. Вскоре Костя на собственной шкуре испытал его «исключительность».                                                                                 | 8 сентября 2010  |
| 16 (96)  | Воронины-младшие решили сделать в своей ванной ремонт. Смогут ли они определиться, в какой цвет покрасить дверь, если Костя хочет белый, а Николай Петрович — бежевый?                                                               | 9 сентября 2010  |
| 17 (97)  | Семейный психолог не всегда может помочь людям, которые давно стали друг другу чужими. Итог — родители Веры всё-таки разводятся. И Вера очень расстроена по этому поводу.                                                            | 13 сентября 2010 |
| 18 (98)  | У Кости очередной «кризис среднего возраста». Причина в том, что ему больше не интересно ни с друзьями, ни на работе. И вот Николай Петрович предлагает сыну пойти с ним в баню.                                                     | 14 сентября 2010 |
| 19 (99)  | Костя узнаёт, что Машу в школе дразнят одноклассники. Как хороший отец, он хочет во всём разобраться. Но так ли невинна сама Маша?                                                                                                   | 15 сентября 2010 |
| 20 (100) | Флешбэк. Настало время узнать, как в семье Ворониных-младших появилась их любимая дочка Маша. | 16 сентября 2010 |

### Сезон 6
| № серии  | Описание серии | Премьера        |
| -------- | --- | --------------- |
| 1 (101)  | Николай Петрович решил продать на барахолке весь хлам из дома и гаража. В эту категорию попали и все маленькие детские вещи Маши и близнецов. Но Костя совсем не уверен, что им с Верой они больше не понадобятся.                                                        | 4 октября 2010  |
| 2 (102)  | Костя обманул родную мать и втянул в это Веру. Трудно даже представить, что их ждёт, когда обман раскроется. | 5 октября 2010  |
| 3 (103)  | Костя номинирован на звание «Спортивный журналист года». Он не верит в свои силы, но в его победе уверены Дмитрий Губерниев и Ляйсан Утяшева. | 6 октября 2010  |
| 4 (104)  | Соседи, возмущённые поведением Ворониных-старших, устроили против них заговор. И вот Галина Ивановна и Николай Петрович узнают, что в заговоре участвуют Костя и Вера. | 7 октября 2010  |
| 5 (105)  | Костя случайно узнаёт, что Вера настраивает против него детей. Так же, как в своё время мама настраивала его и Лёню против папы. В этом противостоянии Костя занимает сторону папы.                                                                                       | 11 октября 2010 |
| 6 (106)  | Дети любят собирать марки, вкладыши, наклейки. Невозможно описать, сколько радости может принести ребёнку наклейка, которой у него не было. А вот сколько стоит детская улыбка — это и предстоит узнать Косте.                                                            | 12 октября 2010 |
| 7 (107)  | В семье Ворониных фанатские баталии. Костя и Николай Петрович всю жизнь болеют за ЦСКА, а Лёня — за московский «Спартак». И вот на Лёниной улице праздник — он едет на чествование «Спартака» — чемпионов 1979 года, где увидит кумира своего детства — самого Черенкова. | 13 октября 2010 |
| 8 (108)  | Николай Петрович чинил сломанную гардину в квартире Кости и попал из-за неё в больницу. Но была ли она сломана? | 14 октября 2010 |
| 9 (109)  | За долгий ударный труд на заводе Николая Петровича наградили званием «Почётный работник». Костя и Лёня решили поздравить его оригинально — они взяли видеокамеру и пошли в баню.                                                                                          | 8 ноября 2010   |
| 10 (110) | У Лёни финансовые проблемы, он уже месяц сидит на лапше быстрого приготовления. Вера и Костя безвозмездно дают Лёне кругленькую сумму. Но каково будет им узнать, куда Лёня захочет потратить эти деньги?                                                                 | 8 ноября 2010   |
| 11 (111) | Когда-то, давным-давно, Костя нехорошо повёл себя с девушкой на свидании. С тех пор прошло уже много лет, но иногда призраки прошлого возвращаются. | 9 ноября 2010   |
| 12 (112) | После развода у Вериного папы появилась новая пассия. И сегодня Сергей Геннадьевич со своей возлюбленной должны прийти в гости к Ворониным. | 10 ноября 2010  |
| 13 (113) | Костя и Вера на выходные едут в Тулу. Пряники, медовуха, катание на тройке — что может быть романтичнее! Но, оказывается, желания Кости и Веры гораздо проще. | 11 ноября 2010  |
| 14 (114) | «Знал бы прикуп — жил бы в Сочи». Видимо, Костя забыл эту мудрую поговорку, когда сел за карточный стол с такими матёрыми преферансистами, как друзья Николая Петровича.                                                                                                  | 12 ноября 2010  |
| 15 (115) | Вера и Костя узнали, что Вадик и Лиля решили все свои семейные проблемы с помощью психолога. Сможет ли психолог разобраться в более сложной семейной ситуации? | 15 ноября 2010  |
| 16 (116) | Костя начал возмущаться, что Маше много задают на дом. Инициатива наказуема — теперь он должен выступить в РОНО с докладом. | 16 ноября 2010  |
| 17 (117) | Случилось чудо — Костя назвал тёщу мамой! Это, без сомнения, было бы очень приятным событием, если бы о нём не знала Галина Ивановна, мама Кости. | 17 ноября 2010  |
| 18 (118) | Маша увидела, как её дедушка Николай Петрович ругается с продавцом в магазине. Это произвело на неё неизгладимое впечатление. Николай решает извиниться и перед внучкой, и перед продавцом.                                                                               | 18 ноября 2010  |
| 19 (119) | Все аэропорты занесены снегом, поездка к тёплому морю сорвалась, машина застряла в сугробе, к тому же теперь Косте и Вере предстоит провести целый вечер с Ворониными-старшими в темноте.                                                                                 | 22 ноября 2010  |
| 20 (120) | В семье Ворониных День матери — особый день. И Костя с радостью поздравил бы с этим замечательным праздником и жену, и маму, но дело в том, что накануне между Верой и Галиной Ивановной «пробежала чёрная кошка».                                                        | 23 ноября 2010  |
| 21 (121) | Вера и Галина Ивановна продолжают пребывать в состоянии «холодной войны», Костя и Николай Петрович пользуются этой ситуацией, а Лёня изо всех сил пытается помирить маму и Веру. Жаль, что дипломат из Лёни никудышный…                                                   | 24 ноября 2010  |
| 22 (122) | Флешбэк. Первый секс у Кости с Верой был ещё до свадьбы. Сегодня они вспоминают тот день — их первое романтическое свидание и всех тех, кто на нём присутствовал. Вспоминают, как мило когда-то общались Вера и Галина Ивановна. И Вера решает — надо идти мириться.      | 25 ноября 2010  |

### Сезон 7
| № серии  | Описание серии | Премьера        |
| -------- | --- | --------------- |
| 1 (123)  | Активные «боевые действия» между Верой и Галиной Ивановной постепенно перешли в стадию «холодной войны». Между тем, Лёня, на почве семейных переживаний, попал в секту.                                        | 13 декабря 2010 |
| 2 (124)  | Костя пользуется ванной неаккуратно. Это, естественно, не нравится Вере. И вот Вера устраивает в ванной перестановку. Понравится ли это Косте?                                                                 | 14 декабря 2010 |
| 3 (125)  | В семье Ворониных-старших между Галиной Ивановной и Николаем Петровичем «пробежала кошка», вернее, «кот», которым оказался старинный приятель Николая — Дмитрий Александрович.                                 | 15 декабря 2010 |
| 4 (126)  | Лёня нашёл свою вторую «половинку». По крайней мере, все так думали, пока Костя не заметил в ней кое-что необычное.                                                                                            | 16 декабря 2010 |
| 5 (127)  | У Галины Ивановны ухудшилось зрение, и она купила себе очки. Но то, что она стала видеть лучше, для остальных Ворониных стало не только радостным событием.                                                    | 20 декабря 2010 |
| 6 (128)  | Николай Петрович всегда был настоящим мужиком с суровым характером. Вся семья Ворониных с удивлением узнаёт, что когда-то он гладил маленького пушистого кролика.                                              | 21 декабря 2010 |
| 7 (129)  | Спортивным журналистом быть не просто. Костя узнаёт, что его работу «не переваривает» Виктор Гусев. Костя очень переживает по этому поводу.                                                                    | 22 декабря 2010 |
| 8 (130)  | У Кости небольшое переутомление. После осмотра врач прописал ему больше играть в футбол. Но как Костя объяснит это Вере?                                                                                       | 23 декабря 2010 |
| 9 (131)  | Что подарить жене на Новый год, чтобы она отпустила мужа отдохнуть на пять дней? | 27 декабря 2010 |
| 10 (132) | Лёня собирается сделать Насте предложение, но сначала он встречается с её родителями, чтобы попросить руки и сердца их дочери. Лёню охватывает удивление, когда родители Насти отказывают ему.                 | 28 декабря 2010 |
| 11 (133) | Рождественские подарки — это всегда что-то особенное. Вот и Костя подарил маме то, о чём та так долго мечтала, а Вере — плюшевого мишку. Однако, Костя решил исправиться.                                      | 11 января 2011  |
| 12 (134) | Настя и Лёня уже планируют свадьбу. Настало время их родителям наконец-то познакомиться, вернее, их «тараканам в голове».                                                                                      | 12 января 2011  |
| 13 (135) | Вера воспитывает детей в основном запретительными методами, а Костя обычно им всё разрешает. Назревает очередной конфликт, но есть же бабушка и дедушка со своими «правильными» советами из жизни.             | 13 января 2011  |
| 14 (136) | Настя поручила Лёне придумать приглашения на свадьбу. Костя и Николай Петрович дают советы, как «отмазаться» от этого поручения.                                                                               | 14 января 2011  |
| 15 (137) | Вера на Настином девичнике немного перебрала с алкоголем, и её забрали в милицию. Как на это отреагирует Галина Ивановна?                                                                                      | 17 января 2011  |
| 16 (138) | Умерла соседка Ворониных по подъезду, с которой Николай Петрович остался бы, если бы Галины Ивановны не стало раньше мужа. Костя и Вера так же решают найти друг другу «замену».                               | 18 января 2011  |
| 17 (139) | Мальчишник Лёни не удался, и Костя помогает организовать брату сначала второй, а затем и третий по счёту мальчишник.                                                                                           | 19 января 2011  |
| 18 (140) | Свадьба Лёни и Насти находится под угрозой: их родители грызутся, Настин брат Рома потерял кольца, в ЗАГСе всё пошло не так. Лёня на грани нервного срыва, но Костя приходит брату на помощь и всё исправляет. | 20 января 2011  |

### Сезон 8
| № серии  | Описание серии | Премьера        |
| -------- | --- | --------------- |
| 1 (141)  | Лёня и Настя возвращаются из свадебного путешествия, и тут оказывается, что перед отъездом они забыли позвонить и поблагодарить за свадебный подарок сестру Галины Ивановны.                                                                         | 31 января 2011  |
| 2 (142)  | Отношения между мужчинами в семье Ворониных всегда были далеки от идеала. Женщины решают, что Косте, Лёне и Николаю Петровичу надо сходить к известному семейному психологу — профессору Баязитову.                                                  | 1 февраля 2011  |
| 3 (143)  | Костя сходил на родительское собрание, где объявили о сборе макулатуры. Главный приз — летний шезлонг. Костя всеми способами хочет его заполучить.                                                                                                   | 2 февраля 2011  |
| 4 (144)  | Костя и Вера узнают, что их близнецов оставляют на второй год. А каково будет узнать Косте, что когда-то в детском саду он тоже оставался на второй год?                                                                                             | 3 февраля 2011  |
| 5 (145)  | Николай Петрович написал смешной рассказ, который опубликовали в газете. Теперь Косте придётся крепко подумать, как защититься от других «гениальных» идей новоявленного писателя.                                                                   | 7 февраля 2011  |
| 6 (146)  | К Лёне с Настей приезжает в гости Настин брат Рома и остаётся у них на неделю. Лёня этим очень не доволен. Когда Рома возвращается домой, выясняется, что родители выставили его вещи. Поэтому Рома переезжает жить в Москву.                        | 8 февраля 2011  |
| 7 (147)  | Машу приглашают на день рождения, куда нужно прийти в бальном платье, которое стоит 11 тысяч рублей. Купит ли Костя это платье? | 9 февраля 2011  |
| 8 (148)  | Костя для своих родителей достал путёвки в санаторий, но Николай Петрович подвернул ногу, и с Галиной Ивановной едет Костя. А Лёня должен смотреть за папой.                                                                                         | 10 февраля 2011 |
| 9 (149)  | Вера и Настя любят посплетничать. Но в семье Ворониных «потрепать языком» любят не только женщины, но и мужчины. | 14 февраля 2011 |
| 10 (150) | Костя — почётный выпускник МГУ. Радость омрачает лишь то, что он забыл кое-кого упомянуть во время своей благодарственной речи. Костя пытается исправить эту ошибку.                                                                                 | 15 февраля 2011 |
| 11 (151) | На футбольном матче Николай Петрович поймал мяч, которым молодой футболист забил свой первый хет-трик. Остаётся только догадываться, как он им распорядится.                                                                                         | 16 февраля 2011 |
| 12 (152) | Филя и Киря готовятся к праздничному спектаклю в детском саду, где им достались роли фей, что очень не нравится Николаю Петровичу. | 17 февраля 2011 |
| 13 (153) | Даже в страшном сне Костя не мог себе представить, как распорядится мама его подарком на 8 марта. | 21 марта 2011   |
| 14 (154) | В пиццерии Лёню замечает директор одного рекламного агентства и приглашает его в модельный бизнес. Однако, Лёня оказывается обманутым. | 22 марта 2011   |
| 15 (155) | Маша ни в какую не хочет идти в школу, так как её дразнят одноклассники. Чтобы её уговорить, Косте пришлось вспомнить своё школьное прошлое. | 23 марта 2011   |
| 16 (156) | К Ворониным пришёл незнакомый мужчина, который говорит, что давно знает Николая Петровича, очень по нему соскучился и сильно благодарен ему за всё. Костя с Лёней начинают ревновать своего отца.                                                    | 24 марта 2011   |
| 17 (157) | Родители Насти приехали на Пасху в Москву. И, неожиданно для всех, Костя очень сблизился с Настиной мамой, Еленой Эдуардовной. | 28 марта 2011   |
| 18 (158) | У Кости есть родственник, на которого он похож характером даже больше, чем на родных маму с папой. Это его троюродный брат — Олег. Наблюдая за поведением и привычками своего родственника, Костя понял, каково это — посмотреть на себя со стороны. | 29 марта 2011   |
| 19 (159) | Родители Насти заметили главную «фишку» Лёни — прикладывание еды к подбородку. Настало время разобраться в причине этой странной привычки, чем и займётся «семейный психолог» Вера.                                                                  | 30 марта 2011   |
| 20 (160) | Лёня и Костя решают сыграть в бильярд «на маму», чтобы решить, с кем она останется после смерти Николая Петровича. | 31 марта 2011   |

### Сезон 9
| № серии  | Описание серии | Премьера        |
| -------- | --- | --------------- |
| 1 (161)  | У Галины Ивановны на рынке украли сумку. Но она может быть спокойна, ведь её сын Лёня — милиционер, а муж — настоящий мужчина! Однако, насчёт второго у Ворониных появляется сомнение. | 24 мая 2011     |
| 2 (162)  | У Кости есть «заклятый враг» — глава родительского комитета Машиного класса Оксана. И сегодня Костя останется с ней один на один… ночью… на даче… | 25 мая 2011     |
| 3 (163)  | Костя хочет поиграть в бильярд. А Вера хочет провести время с Костей. И сегодня они попробуют совместить свои желания. | 26 мая 2011     |
| 4 (164)  | Благотворительность — дело добровольное, но вот только Вера так не считает и отправляет Костю принять участие в акции «Протяни руку помощи». | 27 мая 2011     |
| 5 (165)  | Все мужья знают, как долго собираются их жёны для «выхода в свет». Костя, чтобы отучить свою жену от этой привычки, идёт на самые радикальные меры. | 30 мая 2011     |
| 6 (166)  | Косте во дворе поцарапали машину, и Николай Петрович решил во всём разобраться сам. Ведь он хочет доказать Лёне, что настоящий мужик — и без фуражки и без погон — мужик! | 31 мая 2011     |
| 7 (167)  | Костя и Лёня никак не могут поделить тренерство в футбольной команде. Так какой же тренер лучше — тот, который работает в спортивной газете или тот, с которым команда выигрывает? | 1 июня 2011     |
| 8 (168)  | На открытом уроке Маша прочитала сказку «Злая семья». У педагогов возникла ассоциация, что в этой сказке описывается именно семья Маши. | 2 июня 2011     |
| 9 (169)  | У Лёни и Насти годовщина свадьбы — три месяца. В честь этого долгожданного события Лёня и Настя разгадали секрет семейного счастья — надо просто чаще держаться за руки. Вот только Костя с Верой и Галина Ивановна с Николаем Петровичем уже долгие годы живут вместе и их совет всерьёз не воспринимают. | 6 июня 2011     |
| 10 (170) | У каждого родителя возникает момент, когда он должен поговорить с детьми о сексе. Костя с Верой не избежали этой участи — настало время поговорить об ЭТОМ с Ворониными-старшими. | 7 июня 2011     |
| 11 (171) | После «Весёлых стартов» в Машиной школе обычно бывает чаепитие для детей. И вот настала очередь Ворониных готовить это мероприятие… | 8 июня 2011     |
| 12 (172) | Лёня начал подрабатывать продажей систем безопасности для квартир. И ему так понравилась новая работа, что он даже стал раздумывать об увольнении из органов. | 9 июня 2011     |
| 13 (173) | Лёне и Вере очень понравилось вместе танцевать в ретро-клубе. Только Костя почему-то не разделяет их радости от нового увлечения. | 8 августа 2011  |
| 14 (174) | Близнецам Кире и Филе исполняется пять лет. Но, оказывается, день рождения детей — это хороший повод заняться и кое-чем ещё. | 8 августа 2011  |
| 15 (175) | Маша выручила родителей в очень непростой ситуации. И они решают, что Маша уже достаточно взрослая, чтобы сидеть с Филей и Кирей. Как к этому отнесётся Галина Ивановна? | 9 августа 2011  |
| 16 (176) | Николай Петрович решил продать свою первую машину — старую шестёрку, которая от возраста находится в очень плачевном состоянии. Покупателем стал Костя, у которого, оказывается, были свои причины для покупки.                                                                                            | 10 августа 2011 |
| 17 (177) | Галина Ивановна и Николай Петрович даже представить себе не могли, что Костя и Вера тайно строят коварные планы по захвату их квартиры. А может быть, это просто недоразумение? | 11 августа 2011 |
| 18 (178) | Любой муж хочет, чтобы его жена всегда выглядела «на все сто». Но только не Костя Воронин. | 14 августа 2011 |
| 19 (179) | В семье Ворониных назревает очередная буря. На этот раз из-за того, что Костя отдал детей не маме, а Лёне с Настей. | 15 августа 2011 |
| 20 (180) | Семейные пары, которые живут вместе уже много лет, иногда задумываются, как разнообразить свою сексуальную жизнь. Костя не стал особо заморачиваться и просто купил игру «Сексополия». | 16 августа 2011 |
| 21 (181) | Трудно себе представить, что Николай Петрович до сих пор для кого-то остался «маленьким босоногим Колюсиком». Просто в гости к Ворониным приезжает его старшая сестра Валентина. | 17 августа 2011 |
| 22 (182) | Костя и Вера решили сбежать подальше от Галины Ивановны и Николая Петровича и сняли домик в Подмосковье. Но даже это не может их разлучить с Ворониными-старшими. | 18 августа 2011 |
| 23 (183) | Вера с ужасом узнаёт, что на их с Костей свадебной кассете записан футбол. Теперь, чтобы исправить свою оплошность, Костя решает сделать жене подарок — сыграть вторую свадьбу. | 23 августа 2011 |
| 24 (184) | Николай Петрович очень часто называет Костю «Люсей». В чём же истинная причина? И готов ли Костя покончить с этими «подколами» папы, проплыв с ним по озеру на лодке? | 24 августа 2011 |
| 25 (185) | Сбылась несбыточная «мечта всей жизни» Кости и Веры — Галина Ивановна и Николай Петрович навсегда переезжают в деревню. Более того, они оставляют свою квартиру Лёне и Насте. | 25 августа 2011 |

### Сезон 10
| № серии  | Описание серии | Премьера         |
| -------- | --- | ---------------- |
| 1 (186)  | Воронины-старшие теперь живут в деревне. Галина Ивановна устроилась учителем музыки в сельскую школу, а Николай Петрович поставил в туалет телевизор. Но вот другие жители деревни им совсем не рады, они решают вернуть Ворониных назад в город.                                            | 19 сентября 2011 |
| 2 (187)  | Вера в очередной раз ссорится с Галиной Ивановной. Костя решает этим воспользоваться, однако вскоре Вера разгадывает его план. | 20 сентября 2011 |
| 3 (188)  | Вера вступает в борьбу за пост председателя родительского комитета Машиного класса. Неожиданно она узнаёт, что Костя голосовал за её соперника. | 21 сентября 2011 |
| 4 (189)  | Лёня и Настя живут у Ворониных-старших. Галина Ивановна одаривает их всякими подарками. И тут Костя понимает, что все они только для того, чтобы Настя побыстрей забеременела. | 22 сентября 2011 |
| 5 (190)  | Костя ведёт Машу и её новую подругу Свету на фигурное катание, где не очень удачно шутит над Светиным папой, который работает дворником в школе. На свою беду, папа Светы заходит к Ворониным в гости.                                                                                       | 26 сентября 2011 |
| 6 (191)  | Вера решает помочь в организации праздника Николаю Петровичу и его друзьям. Выясняется, что друзья Николая Петровича приглашают Веру вовсе не из-за праздника. | 27 сентября 2011 |
| 7 (192)  | Маша постоянно всех о чём-либо спрашивает. Когда она задала папе «простой» вопрос «Откуда берутся дети?», Костя вдруг расчихался и выбежал из комнаты, думая, что она спрашивает о сексе. Но оказывается Машу интересует совсем другой вопрос — зачем дети появляются или в чём смысл жизни? | 28 сентября 2011 |
| 8 (193)  | В детстве Костя мечтал научиться карате, и поэтому он записывает Машу на каратэ вместо музыкальной школы. Но хочет ли этого сама Маша? | 29 сентября 2011 |
| 9 (194)  | Вера не хочет заниматься сексом, и Косте надоело умолять её об этом. Теперь Костя решил сам «обламывать» жену, рассчитывая на то, что сможет долго продержаться без секса. | 3 октября 2011   |
| 10 (195) | Родители Веры и Насти по характеру очень разные, поэтому каждому из них нужно быть очень толерантным, чтобы не задеть интересы друг друга. И вот все вместе они идут на день рождения Николая Петровича.                                                                                     | 4 октября 2011   |
| 11 (196) | Костя назвал Настю «болтушкой», и об этом узнали все Воронины, а также сама Настя. Но Настя почему-то не спешит обижаться на Костю. | 5 октября 2011   |
| 12 (197) | Костя и Вера узнают, что Маша получила «двойку» по информатике. Они идут в школу, чтобы «разобраться» с учителем. | 6 октября 2011   |
| 13 (198) | Галина Ивановна начала посещать кружок лепки, и своё первое творение она подарила Косте и Вере. Всё бы ничего, только вот скульптура получилась слишком «фигуристая». | 10 октября 2011  |
| 14 (199) | Настя приготовила очень вкусное печенье в то же самое время, когда Галина Ивановна испекла безе. Галина Ивановна решает поставить вопрос на голосование — кто готовит вкуснее. | 11 октября 2011  |
| 15 (200) | Косте придётся поработать свахой — его попросили найти пару Роме, брату Насти. Претенденткой становится Оксана — давний недруг Кости. | 12 октября 2011  |
| 16 (201) | Галина Ивановна выручает Веру перед Костей и берёт всю вину на себя. Так что Вера теперь ей обязана. | 13 октября 2011  |
| 17 (202) | В гости к Косте и Вере приехали Верины родители. И ночью Костя случайно увидел, что родители Веры спят вместе. Вера очень радуется по этому поводу и решает, что это очень многое значит. | 21 ноября 2011   |
| 18 (203) | Костя очень любит смотреть футбол и «болеть». И вот пришло время «поболеть» за собственного сына, которому предстоит футбольный матч с одногруппниками в детском саду. | 22 ноября 2011   |
| 19 (204) | К Ворониным приехали погостить родители Насти. И вот Лёня, выйдя на балкон, застаёт Елену Эдуардовну с сигаретой в руках. Оказывается, она 27 лет скрывала от всех свой секрет. | 23 ноября 2011   |
| 20 (205) | У Кости и Веры годовщина знакомства. Костя обманом уезжает с друзьями на горнолыжный отдых, по пути он хочет отправить SMS-ку своему другу, но случайно отправляет её Вере. Костя срочно спешит домой.                                                                                       | 24 ноября 2011   |
| 21 (206) | Николай Петрович по совету друга Василича начал принимать новые таблетки, от которых у него появились необычные побочные эффекты. | 28 ноября 2011   |
| 22 (207) | Скоро у Веры день рождения, и её мама хочет устроить ей сюрприз, но оказывается, что Костя лучше знает, чего хочет Вера. | 29 ноября 2011   |
| 23 (208) | День народного единства. Всё семейство Ворониных приезжает в гости к родителям Насти в Тверь, где они попытаются достичь и согласия, и примирения. | 30 ноября 2011   |
| 24 (209) | У Кости хроническая ангина, ему нужно вырезать гланды. Перед лицом такой «беды» сплотились все Воронины. Тут Костя узнаёт, что он целых 30 секунд был между жизнью и смертью, когда не мог отойти от наркоза.                                                                                | 1 декабря 2011   |
| 25 (210) | Лёня и Настя женаты уже полгода, но Настя никак не может забеременеть. Лёня начинает склоняться к тому, что всё дело в нём. Через какое-то время все Воронины узнают, что Настя беременна.                                                                                                   | 5 декабря 2011   |

### Сезон 11
| № серии  | Описание серии | Премьера        |
| -------- | --- | --------------- |
| 1 (211)  | Лёня и Настя ждут ребёнка. В семье Ворониных встал вопрос — пол будущего малыша. | 1 октября 2012  |
| 2 (212)  | Новым участковым становится Рита, бывшая напарница Лёни, которую Николай Петрович считает «своим человеком». Вскоре Николай из-за хулиганства попадает за решётку.                                                                 | 2 октября 2012  |
| 3 (213)  | Лёня очень ждёт своего будущего малыша и оберегает Настю. Но оказывается, что причина волнений и переживаний Лёни не только в Насте.                                                                                               | 3 октября 2012  |
| 4 (214)  | Воронины-старшие празднуют годовщину свадьбы. Костя, Вера, Лёня и Настя ждут от этого дня настоящего праздника. Но Галина Ивановна немного перебирает с алкоголем.                                                                 | 4 октября 2012  |
| 5 (215)  | Николай Петрович одаривает всю семью подарками, которые он купил со скидкой, как первый покупатель. Ну тут выясняется, что его обманули.                                                                                           | 8 октября 2012  |
| 6 (216)  | Галина Ивановна, будучи в своей жизни два раза беременной и имея уже в этом деле опыт, всё время всё решает за Настю. В итоге Настя и Лёня сбегают в Тверь к родителям Насти. Но оказывается, и те родители не прочь посоветовать. | 9 октября 2012  |
| 7 (217)  | Николай Петрович услышал, как Костя назвал его «занозой в заднице» и очень сильно обиделся. От их ссоры начинает страдать всё семейство Ворониных.                                                                                 | 10 октября 2012 |
| 8 (218)  | Вера объясняет Маше: «Если тебя кто-то обидел, нужно давать сдачи». Но Костя за мирное решение конфликта. И вот Маша приходит из школы с фингалом. Как к этому отнесутся Воронины?                                                 | 11 октября 2012 |
| 9 (219)  | Костя обвиняет Веру в том, что она постоянно ему врёт. В итоге Лёне приходится принести с работы детектор лжи. | 15 октября 2012 |
| 10 (220) | В семье Ворониных произошло долгожданное событие. Больше всего этого ждал Николай Петрович, ведь именно он купил себе новую машину…                                                                                                | 16 октября 2012 |
| 11 (221) | День знакомства Веры и Кости выпадает на традиционный день семьи Ворониных — поход за грибами. У Кости опять встаёт сложный вопрос — не обидеть маму или угодить жене.                                                             | 17 октября 2012 |
| 12 (222) | Грядёт долгожданное событие — Настя вот-вот должна родить! Она звонит из роддома мужу, что уже скоро он станет папой. А Лёня тем временем находится с семьёй в лесу, откуда им не даёт выбраться медведь.                          | 18 октября 2012 |
| 13 (223) | Костя купил всей семье путёвку в Турцию. И, конечно же, взял с собой родителей. На отдыхе Воронины-старшие начинают уделять друг другу больше внимания, что очень настораживает Костю.                                             | 19 ноября 2012  |
| 14 (224) | Отдых продолжается. Косте не удаётся «развести» Веру на секс даже в другой стране. И он встречает мужика из Иркутска, который учит Костю, как нужно обращаться со своей женой.                                                     | 20 ноября 2012  |
| 15 (225) | Воронины теперь дома. Настю выписали из роддома. И теперь встал новый вопрос — имя ребёнка. | 21 ноября 2012  |
| 16 (226) | Вера снова переживает о разводе родителей. Но на этот раз у неё есть план, и она пытается его осуществить на своём дне рождения. Однако, план проваливается.                                                                       | 22 ноября 2012  |
| 17 (227) | Семью Ворониных позвали на телеигру «Это наш ребёнок!» (пародия на «Это мой ребёнок!»), которую очень любит Маша. Костя встревожен, ведь он практически ничего не знает о своей дочери.                                            | 26 ноября 2012  |
| 18 (228) | Костя увидел, как его друг Вадик целуется с незнакомкой в магазине одежды, после чего он всё рассказывает Вере. Вера решает пригласить Вадика и Лилю в гости.                                                                      | 27 ноября 2012  |
| 19 (229) | Косте не нравится, что дети слушаются только лишь Веру. Приближается день рождения Маши. Костя вызывается организовать праздник самостоятельно.                                                                                    | 28 ноября 2012  |
| 20 (230) | Костя замечает, что у близнецов новый стол. Оказывается, его собрал Лёня, что очень не нравится Косте… | 29 ноября 2012  |

### Сезон 12
| № серии  | Описание серии | Премьера        |
| -------- | --- | --------------- |
| 1 (231)  | Вера ссорится с Костей из-за того, что тот не может уделить ей времени на походы по магазинам. Костя находит выход, как помириться с женой: он решает сам купить ей вечерний наряд и заказывает его в интернет-магазине.                                                                         | 3 декабря 2012  |
| 2 (232)  | Как известно, Галина Ивановна преподаёт музыку. Приближается День учителя, но радости он не приносит, так как от Галины Ивановны уходит один из её самых талантливых учеников. Праздник под угрозой срыва. Костя решает преподнести маме сюрприз — он приглашает на праздник её бывших учеников. | 4 декабря 2012  |
| 3 (233)  | Лёне некогда помогать Насте с Сашкой, так как в последнее время у него завал на работе. Именно так все думали до определённого момента, пока не выяснилась истинная причина неучастия Лёни в воспитании маленького сына.                                                                         | 5 декабря 2012  |
| 4 (234)  | К Николаю Петровичу приезжает старый армейский друг, которому он много рассказывал о своей семье. И о том, как он с сыновьями ходит на охоту, и о том, что Лёня служит в ОМОНе. | 6 декабря 2012  |
| 5 (235)  | Вера вычитала в одном журнале способ, как наладить отношения между супругами. Нужно просто составить список недостатков друг друга и затем пытаться себя исправить. У Кости куча недостатков. Посмотрим, сколько их у Веры, по мнению Кости.                                                     | 10 декабря 2012 |
| 6 (236)  | Галина Ивановна постоянно учит Настю, как ухаживать за маленьким Сашей. В итоге это приводит к ссоре между ними. Вскоре Лёня и Настя заболевают и отдают Сашку Косте и Вере. | 11 декабря 2012 |
| 7 (237)  | Костя не вовремя заболел ветрянкой, ведь у него скоро интервью с Николаем Валуевым. Что же придумает Костя? | 12 декабря 2012 |
| 8 (238)  | Маше нравится один мальчик. Она скрывает это от родителей. Чтобы понять, что происходит с дочерью, Костя тайком читает Машины SMS-ки. Вскоре все Воронины узнают, что Маша с этим мальчиком целовалась.                                                                                          | 13 декабря 2012 |
| 9 (239)  | Настя решила, что им с Лёней надо сесть на диету. Галина Ивановна будет шокирована, когда Лёня откажется от её «фирменной» курочки. | 25 февраля 2013 |
| 10 (240) | Костя собирается пойти на хоккейный матч России и Чехии, и обещает взять с собой Николая Петровича. Только когда Костя узнаёт, что хоккей он будет смотреть из VIP-ложи, где будет Вячеслав Фетисов, желание взять с собой отца пропадает.                                                       | 25 февраля 2013 |
| 11 (241) | Начальник поручил Косте организовать новогоднее мероприятие для детей сотрудников газеты «Спорт». На празднике будет и сын самого начальника, так что теперь Костя сделает всё, чтобы мероприятие удалось.                                                                                       | 31 декабря 2012 |
| 12 (242) | Флэшбэк. В недалёком прошлом Воронины готовятся встретить новый 2000-й год. Именно в тот день Костя задумал сделать Вере предложение. | 27 февраля 2013 |
| 13 (243) | Лёня покупает дачу. Природа, чистый воздух! Вот только дом при покупке он видел лишь снаружи. | 20 мая 2013     |
| 14 (244) | Насте приходится выйти на работу. С маленьким Сашей остаётся сидеть неумелый папаша Лёня. | 20 мая 2013     |
| 15 (245) | Костя знакомится с сестрой своего друга Миши, и решает заставить Веру ревновать, тем самым доказать ей свою мужскую состоятельность. | 21 мая 2013     |
| 16 (246) | Николай Петрович в последнее время тайно посещает уроки рисования. Вскоре Лёня и Костя узнают о цели этих посещений, которая приводит их в ужас. | 22 мая 2013     |
| 17 (247) | Костя и Вера согласились посидеть с племянником Сашей, который вот-вот скажет первое слово. Только какое это будет слово? | 27 мая 2013     |
| 18 (248) | Людмила Васильевна, мама Веры, редко навещает внучку Машу и пытается наверстать упущенное. Как к этому отнесётся Галина Ивановна? | 27 мая 2013     |
| 19 (249) | На выходных Воронины решили отдохнуть на даче. Костю кусает оса. Галина Ивановна, Костя и Вера, вернувшись домой, обнаруживают на кухне чужого мужчину. Оказывается, Николай Петрович решил сдать квартиру и уехать жить с Галиной на дачу.                                                      | 28 мая 2013     |
| 20 (250) | Николай Петрович сдал квартиру семье военных и уехал на лето на дачу. Но лёгкой жизни постояльцам ждать не приходится, ведь рядом, у Кости, поселилась вездесущая Галина Ивановна. | 28 мая 2013     |
| 21 (251) | Костю с коллегами отправляют в командировку на международный матч по футболу. Когда появляется свободный билет, Николай Петрович не упускает возможности этим воспользоваться. | 29 мая 2013     |
| 22 (252) | Маша уже не может жить в одной комнате с братьями-«хулиганами». На помощь ей приходит бабушка. Только как к этому отнесётся Вера? | 29 мая 2013     |
| 23 (253) | Костя и Вера понимают, что пора освежить отношения, и отправляются на свидание, чтобы вновь испытать забытые чувства. | 3 июня 2013     |
| 24 (254) | Семья Ворониных проводит время на даче, и всё идёт хорошо, пока Николай Петрович не решает завести козу. | 3 июня 2013     |
| 25 (255) | Костя узнаёт новую, «эффективную» методику воспитания, и пытается применить её на своих детях. | 4 июня 2013     |
| 26 (256) | Николай Петрович пытается найти общий язык с внучкой Машей. Вот только учит он её не рисованию, а игре в карты. | 4 июня 2013     |

### Сезон 13
| № серии  | Описание серии | Премьера        |
| -------- | --- | --------------- |
| 1 (257)  | Новые близкие отношения отца Веры, Сергея Геннадьевича, не сделали его счастливым. Сможет ли дочь помочь отцу разобраться со всем этим? Ведь только на первый взгляд кажется, что всё так просто и однозначно.                                                                               | 26 ноября 2013  |
| 2 (258)  | Вера обижена на то, что Костя «пропускает её слова мимо ушей». Он решает убедить жену в обратном и пытается сделать то, что Вера его просила. Однако Костя и на этот раз прослушал. | 26 ноября 2013  |
| 3 (259)  | Один из самых любимых Костиных праздников, 1 апреля, уже вот-вот наступит. А у Кости до сих пор нет идеи хорошего розыгрыша, и фантазия ему ничего дельного не подсказывает. Видя это, Вера решила помочь мужу разыграть родителей, не подозревая, что розыгрыш развернётся не в ту сторону. | 27 ноября 2013  |
| 4 (260)  | У Галины Ивановны юбилей — 65 лет. По этому случаю все Воронины решили собраться в ресторане, но там оказались другие люди, у которых своё «торжество». | 27 ноября 2013  |
| 5 (261)  | Все Костины друзья хвастаются ему опытом экстремальных отношений. Косте ответить на это нечего, и он решает исправить данное обстоятельство. | 28 ноября 2013  |
| 6 (262)  | Начальник Кости уезжает в отпуск и на время своего отсутствия назначает Костю руководителем газеты. Но нелегко командовать людьми, которые являются не только коллегами, но и лучшими друзьями.                                                                                              | 28 ноября 2013  |
| 7 (263)  | Вера делает новую причёску, которую Костя не замечает. Чтобы загладить свою вину, он разрабатывает план, однако не учитывает одного… | 2 декабря 2013  |
| 8 (264)  | Вера хочет отправить близнецов учиться в элитное школьное заведение, которое в своё время окончил Костя. И вот директор школы случайно путает Костю с Лёней. Вера решает этим воспользоваться, ведь Костя был далеко не идеальным учеником.                                                  | 3 декабря 2013  |
| 9 (265)  | Устав воевать с Галиной Ивановной, Вера задумывает переключить внимание свекрови. Ведь в это время как раз выбирают старшего по подъезду. Вера даже представить не могла, что Галина Ивановна повернёт всё в свою сторону.                                                                   | 4 декабря 2013  |
| 10 (266) | Доказывая Василичу, что Воронины «не робкого десятка», Николай Петрович слегка перебарщивает в споре. Теперь ему вместе с сыновьями придётся совершить прыжок с парашютом. | 5 декабря 2013  |
| 11 (267) | Костя и Вера поругались из-за того, что Вера выбрасывает Костины вещи без его ведома. В итоге Костя выбрасывает коробку с Вериными вещами, не посмотрев, что находится внутри. | 9 декабря 2013  |
| 12 (268) | Лёня хочет уволиться из полиции. Галина Ивановна радуется такому повороту событий. И вроде всё решено, но тут оказывается, что Лёне должны присвоить очередное звание подполковника. | 10 декабря 2013 |
| 13 (269) | Вера читает одну «пикантную» книгу. Косте это не нравится, к тому же он замечает, что книгу брал кто-то из домочадцев. Костя паникует, ведь книга могла попасть в руки детей. | 11 декабря 2013 |
| 14 (270) | Лёня увольняется с работы и выходит на пенсию. Теперь он не может найти себе места и мается от безделья. Николай Петрович решает помочь сыну выйти из депрессии и занять свободное время чем-нибудь интересным.                                                                              | 12 декабря 2013 |
| 15 (271) | Лёня не может найти себе новую работу. Чтобы помочь сыну, Николай Петрович решил отдать ему для работы в такси свою машину, но не бесплатно. Из-за этого Лёне приходится пойти на обман. | 16 декабря 2013 |
| 16 (272) | Родители Веры снова женятся. Вера счастлива, правда есть одно «но»: на свадьбу не пригласили Николая Петровича и Галину Ивановну. | 17 декабря 2013 |
| 17 (273) | Костя делает Вере неожиданный подарок — профессиональный фотоаппарат. Радости Веры нет предела, вот только Костя начинает об этом жалеть. | 3 февраля 2014  |
| 18 (274) | Читая сочинение Маши, Костя узнаёт, что дочь считает его профессию непрестижной и бесполезной. Вскоре он узнаёт, что так считает не только Маша. | 3 февраля 2014  |
| 19 (275) | Галина Ивановна упрекает мужа, что он ничего не делает по дому и всё откладывает на потом. Но Николай Петрович не собирается просто выслушивать обвинения. | 4 февраля 2014  |
| 20 (276) | Лёня считает себя неудачником, и не зря: ему катастрофически не везёт. Он намерен переломить свою судьбу и выиграть в акции автомобиль. | 5 февраля 2014  |
| 21 (277) | Галина Ивановна неожиданно заболевает и попадает в больницу. Остальные Воронины переживают не только за Галину, но и за себя — ведь на ней столько всего держалось… | 6 февраля 2014  |
| 22 (278) | Лёня и Настя вынуждены покинуть съёмную квартиру и переехать жить к Ворониным-старшим. Вера с Костей очень рады новым соседям, даже чересчур. | 10 февраля 2014 |
| 23 (279) | Костя всё время проводит с мобильным телефоном: в нём вся жизнь. Вера пытается доказать обратное. | 11 февраля 2014 |
| 24 (280) | Вера устала, что от Кости в доме очень много мусора. Посмотрим, получится ли у Веры перевоспитать мужа. | 12 февраля 2014 |
| 25 (281) | Вера смирилась, что Николай Петрович проводит у них дома много времени. Но после того, как он привёл приятеля посреди ночи, Верино терпение кончилось. | 13 февраля 2014 |
| 26 (282) | Лёня никак не может устроиться на работу. За дело берётся вся семья Ворониных, после чего он получает приглашение на весьма неожиданную должность. | 17 февраля 2014 |
| 27 (283) | Галина Ивановна пытается произвести впечатление на родителей Веры, что очень не нравится Николаю Петровичу. Он решает пойти на крайние меры. | 18 февраля 2014 |
| 28 (284) | Воронины обнаруживают, что к ним на дачу кто-то забирался. Более того, таинственный вор оставил записку, что он скоро вернётся. | 19 февраля 2014 |

### Сезон 14
| № серии  | Описание серии | Премьера        |
| -------- | --- | --------------- |
| 1 (285)  | Воронины коротают время на даче вместе с братом Насти — Романом. Рома, с присущими ему странностями, портит всем отдых, и Костя с Верой хотят от него избавиться. Вот только согласится ли с этим Настя?                                                  | 16 июня 2014    |
| 2 (286)  | Воронины уже смирились, что Роман живёт с ними на даче, но неожиданно там появляется Оксана, невеста Романа, от которой он сбежал, испугавшись свадьбы.                                                                                                   | 16 июня 2014    |
| 3 (287)  | Костя, не разобравшись, наказывает Машу за конфликт с новой учительницей. Вера же настаивает, что нужно выяснить причину, ведь Маша никогда так себя не вела.                                                                                             | 17 июня 2014    |
| 4 (288)  | Вера постоянно упрекает Костю в невнимательности и безответственности. Но выясняется, что она сама просрочила права на вождение на целый год. Как к этому отнесётся Костя, когда всё узнает?                                                              | 18 июня 2014    |
| 5 (289)  | Костя, в знак любви, решает сделать Вере неожиданный подарок — шубу. Но все вокруг подозревают, что Костя совершил что-то ужасное, ведь никто не дарит такие подарки просто так.                                                                          | 19 июня 2014    |
| 6 (290)  | Лёня начинает преподавать в ВУЗе. Новый коллектив принимает его очень тепло. Однако, вскоре Лёня узнаёт, как на самом деле к нему относятся коллеги. | 23 июня 2014    |
| 7 (291)  | Один из близнецов Веры и Кости украл талисман у одноклассницы. Костя и Вера пытаются выяснить, кто из двух братьев — Киря или Филя — виновен. Но задача осложняется тем, что оба брата молчат.                                                            | 24 июня 2014    |
| 8 (292)  | Оказывается, Галина Ивановна уже много лет ведёт дневники про своих сыновей. И вот Костя с Лёней их находят. Теперь все узнают, как на самом деле Галина Ивановна относится к каждому из членов семьи.                                                    | 25 июня 2014    |
| 9 (293)  | Костя, как известно, всегда в обществе ведёт себя воспитанно и интеллигентно. Однако, эти качества ему не помогают, когда приходит время постоять за себя.                                                                                                | 26 июня 2014    |
| 10 (294) | Ко дню рождения Кости Галина Ивановна обещала приготовить свою фирменную курицу, но случайно отвлеклась — и курица сгорела. Тайком заменив её магазинной, Галина не признаётся в этом семье, даже когда Воронины получают коллективное отравление.        | 30 июня 2014    |
| 11 (295) | На 23 февраля коллеги дарят Лёне дорогие часы. Воронин оказывается в сложном положении: скоро 8 марта, а денег у Лёни хватает либо на хороший подарок коллегам, либо маме.                                                                                | 1 июля 2014     |
| 12 (296) | Флешбэк. Воронины вспоминают свои любовные страсти. | 2 июля 2014     |
| 13 (297) | Вера получает от отца оригинальный подарок. Николая Петровича мучает зависть, и он тоже решает удивить Костю с Верой необычным подарком. | 4 августа 2014  |
| 14 (298) | Решив сделать себе романтический отдых, Вера и Костя купили билеты в Муром. Галина Ивановна захотела поехать с ними. Костя маме отказать не смог. По дороге к селу их автомобиль застревает в грунтовке.                                                  | 4 августа 2014  |
| 15 (299) | Галина Ивановна разрешает в своей квартире близнецам играть с друзьями. Но Николай Петрович не желает бесплатно «предоставлять» такие услуги. Более того, он выдаёт Лёню за слабоумного, после чего получает немалые пожертвования на «лечение больного». | 5 августа 2014  |
| 16 (300) | Оказывается, у Галины Ивановны имеются права на вождение автомобилем. Этот факт всплывает только теперь. Галина хочет пересдать права, и просит помочь Костю, но позже обязанность переходит к Вере.                                                      | 6 августа 2014  |
| 17 (301) | Вера решает нанять для близнецов репетитора по английскому языку. Она быстро находит отличного специалиста, Алёну Валерьевну. Но Костя знает её гораздо лучше, чем Вера.                                                                                  | 7 августа 2014  |
| 18 (302) | Костя, желая доказать Вере, что он тоже занимается воспитанием детей, отправляется на родительское собрание, где представляют новую и очень симпатичную учительницу.                                                                                      | 11 августа 2014 |
| 19 (303) | На «стене позора» в магазине Костя и Лёня среди фотографий воришек находят и фото Галины Ивановны. Оказывается, воровство Галины — это месть сотрудникам магазина.                                                                                        | 12 августа 2014 |
| 20 (304) | Костя собирается вместе с детьми в поход в лес. Он преподаёт им уроки выживания в диких условиях, однако сам Костя не очень опытный турист, вследствие чего дети начинают скептически относиться к его урокам.                                            | 13 августа 2014 |
| 21 (305) | Костя считает, что три ребёнка в семье — это достаточно. Однако, Вере хотелось бы ещё детей. Воронины решают взвесить все «за» и «против». Итог — Вера беременна.                                                                                         | 14 августа 2014 |
| 22 (306) | Костя оказывается совсем не рад, когда узнаёт, что гинеколог Веры — мужчина. Однако, вскоре Костя меняет своё отношение к этому. | 18 августа 2014 |
| 23 (307) | Обманом выторговав себе лодочный мотор, Николай Петрович собирается купить новую лодку, с чем категорически не согласна Галина Ивановна. | 19 августа 2014 |
| 24 (308) | У отца Насти, Альберта Робертовича, юбилей. Однако, когда на него приезжают Воронины всей семьёй, виновник торжества на празднике уже не присутствует. | 20 августа 2014 |
| 25 (309) | Костя часто не может понять, на что обижается Вера. Теперь, когда она беременна, найти ответ становится всё сложнее. | 21 августа 2014 |
| 26 (310) | Николай Петрович своими руками смастерил в ванной домашнюю сауну. Чтобы не обидеть Николая, вся семья начинает пользоваться этой сауной через «не могу».                                                                                                  | 25 августа 2014 |
| 27 (311) | Оказывается, Галина Ивановна не разговаривала со своей родной сестрой 40 лет, с самой свадьбы. И вот Галина решает пригласить сестру в гости. | 26 августа 2014 |
| 28 (312) | Настя и Лёня, собираясь в отпуск, решают оставить Сашу с матерью Насти. Но Галина Ивановна против этого, ведь у Елены Эдуардовны есть один маленький секретик.                                                                                            | 27 августа 2014 |
| 29 (313) | Пока срок беременности небольшой, Вера собирается сделать кучу разных дел. А Костя ей помогает, ведь всё меньше времени остаётся на их интимную жизнь. | 28 августа 2014 |
| 30 (314) | Василич, друг Николая Петровича, оформил себе инвалидность через знакомого врача. Николай тоже захотел «халявное» пособие. Но на приёме у врача Воронин узнаёт, что пособие будет получать за настоящую инвалидность.                                     | 1 сентября 2014 |
| 31 (315) | Косте с семьёй предлагают разместить их фотоснимки в рекламе магазина. Однако, получившийся результат Косте, мягко говоря, не понравился. | 2 сентября 2014 |
| 32 (316) | Вера скоро должна родить дочку. Галина Ивановна хочет, чтобы Вера родила в её день рождения, и всячески начинает этому способствовать. У Кости в день родов неожиданно обостряется аппендицит.                                                            | 3 сентября 2014 |

### Сезон 15
| № серии  | Описание серии | Премьера         |
| -------- | --- | ---------------- |
| 1 (317)  | Вера возвращается из роддома. И вновь конфликт со свекровью: теперь из-за новорождённой Люси. Косте приходится схитрить, чтобы помирить маму и жену.                                  | 7 сентября 2015  |
| 2 (318)  | Галина Ивановна в память о себе дарит Косте картину, но самому Косте она, мягко говоря, не нравится, у него появляются ночные кошмары. В семье начинается обмен подарком от мамы.     | 7 сентября 2015  |
| 3 (319)  | Вера решила, что помогать Маше в конкурсе «Готовим с мамой» будет она сама. С этим не согласны ни Галина Ивановна, ни Костя, который собирается спасти Веру от провала.               | 8 сентября 2015  |
| 4 (320)  | Во время прогулки с Люсей Костя вступает в дискуссию с другим незадачливым папашей. Коляски их детей оказываются до того похожими, что Костя приносит домой чужого ребёнка.           | 9 сентября 2015  |
| 5 (321)  | Вере предлагают очень высокооплачиваемую работу, однако почти всё семейство Ворониных против того, чтобы Вера работала.                                                               | 10 сентября 2015 |
| 6 (322)  | Пропустив рождение Люси, мама Веры, чтобы загладить вину перед дочерью, буквально учится ухаживать за малолетним ребёнком.                                                            | 14 сентября 2015 |
| 7 (323)  | Костю и Веру вызвали в школу: оказывается, Маша начинает прогуливать уроки. Вскоре выясняется, что причина тому — мальчик, который нравится Маше.                                     | 15 сентября 2015 |
| 8 (324)  | Галина Ивановна берёт на вооружение новый метод и решает «перевоспитать» Веру. Только метод оказывается не совсем обычный.                                                            | 16 сентября 2015 |
| 9 (325)  | Костя с Верой решают скрыться от всех на даче и провести время вдвоём. Но и в загородном доме они не могут остаться наедине.                                                          | 17 сентября 2015 |
| 10 (326) | У Насти день рождения. Вера отправляет Костю в магазин за подарком для именинницы. В торговом центре Костя встречает Николая Баскова.                                                 | 21 сентября 2015 |
| 11 (327) | Из-за недоразумения Костю увольняют с работы. Он боится реакции Веры и решает ничего ей не рассказывать, наивно полагая, что всё «само собой разрешится».                             | 22 сентября 2015 |
| 12 (328) | Николай Петрович увлёкся компьютерной военной стратегией, после чего он начинает учить сыновей жизни по настоящим армейским законам.                                                  | 23 сентября 2015 |
| 13 (329) | Вере трудно справляться с домашними хлопотами, уже и здоровья на всё не хватает. Она начинает переживать за свой возраст, а Костя решает успокоить жену.                              | 24 сентября 2015 |
| 14 (330) | По совету Кости, близнецы залезают на дерево, но боятся спускаться с него. Сможет ли Костя, которому мама с детства запрещала забираться на деревья, помочь сыновьям?                 | 28 сентября 2015 |
| 15 (331) | После того, как Галина Ивановна подворачивает ногу, Николаю Петровичу приходится взять домашние дела на себя. Оказавшись в центре внимания супруга, Галина «затягивает с болезнью».   | 29 сентября 2015 |
| 16 (332) | Лёня решает отправить сына Сашу в детский садик, чтобы Настя могла выйти на работу. Настя и правда находит новое занятие, которое вынуждена скрывать и от Лёни, и от всей семьи.      | 30 сентября 2015 |
| 17 (333) | Костя поспорил со своим бывшим одноклассником, чей сын спортивнее и выиграет забег. Однако Костя решает воспользоваться тем, что у него не просто сын, а сыновья, да ещё и близнецы.  | 1 октября 2015   |
| 18 (334) | Галина Ивановна, прибираясь на антресоли, находит бутылку коньяка, которую давно спрятала от Николая Петровича. Но вскоре выясняется, что Костя и Лёня обнаружили эту бутылку раньше. | 5 октября 2015   |
| 19 (335) | Воронины отправляются на дачу. Женская половина семьи консервирует яблоки, а мужская — расчищает сарай от ненужных вещей. Костя с Лёней находят в сарае свои старые игрушки.          | 6 октября 2015   |
| 20 (336) | Терпение Веры лопнуло: она идёт на беспрецедентный шаг и восстанавливает перегородку на балконе. Однако Галину Ивановну так просто не проведёшь.                                      | 7 октября 2015   |

### Сезон 16
| № серии  | Описание серии | Премьера        |
| -------- | --- | --------------- |
| 1 (337)  | Костя не любит однокурсников Веры, несмотря на её постоянные попытки исправить это. Однако в этот раз Вера не будет настаивать на присутствии мужа, ведь на встречу придёт её бывший парень. | 1 февраля 2016  |
| 2 (338)  | Вера просит Костю взять отпуск, так как она устала от домашних дел и хочет побыть наедине с мужем. Костя придумывает хитрый план, как совместить отпуск и работу — он хочет взять желанное интервью и наивно полагает, что Вера ни о чём не догадается.                                                                                          | 1 февраля 2016  |
| 3 (339)  | Маша в последнее время не делится с мамой своими проблемами и начинает всё больше закрываться в себе. Вера решает создать себе липовый аккаунт в социальной сети и под видом пятнадцатилетней девочки узнать побольше о жизни дочери. | 2 февраля 2016  |
| 4 (340)  | У Галины Ивановны и Николая Петровича скоро годовщина свадьбы, которая уже давно превратилась в обычное застолье без особой радости. Вера и Настя уверены, что это неправильно, и уговаривают Костю с Лёней устроить родителям праздник самостоятельно. Но они забывают о том, что у семьи Ворониных в любой момент всё может пойти не по плану. | 3 февраля 2016  |
| 5 (341)  | Оказывается, Лёня не сдал своё полицейское удостоверение. Костя быстро находит ему применение: по удостоверению брата он попадает на закрытое мероприятие. Однако при этом случайно умудряется задержать настоящего преступника. | 4 февраля 2016  |
| 6 (342)  | Настя хочет второго ребёнка. Эта перспектива кажется Лёне привлекательной, пока он не рассказывает об этом всей семье. Ведь Воронины даже самые приятные новости способны превратить в ругань. | 8 февраля 2016  |
| 7 (343)  | Вадик вновь поссорился с Лилей. Костя и Вера не могут остаться в стороне и берутся помирить непутёвых друзей. Однако в пылу стараний они ссорятся сами. | 9 февраля 2016  |
| 8 (344)  | Знакомые просят Костю и Веру присмотреть за их квартирой, пока те будут в отъезде. Переложив эту обязанность на Лёню, Костя даже и представить не мог, как брат воспользуется этим. | 10 февраля 2016 |
| 9 (345)  | В гости к Ворониным приезжает мама Насти, которая вновь нарушает гармонию в семье. На этот раз Елена Эдуардовна уводит друга у Николая Петровича. | 11 февраля 2016 |
| 10 (346) | К Галине Ивановне приезжает её якобы любимый, работящий и добрый ученик, который очаровывает всех Ворониных. И только Костю терзают сомнения в искренности гостя, которые вскоре подтверждаются. | 21 марта 2016   |
| 11 (347) | Воронины выигрывают в лотерее миллион рублей. Вопрос о разделе большого приза разводит семью по разные стороны баррикад. | 21 марта 2016   |
| 12 (348) | Молодая пара предлагает Галине Ивановне стать няней, но она уверена, что больше нужна своей семье. Какое же удивление охватывает Галину, когда дома все, наоборот, уговаривают её выйти на работу. | 22 марта 2016   |
| 13 (349) | Костя зачастил играть в покер с друзьями. Чтобы жена не ругала его, он выдаёт покер за своё новое полезное хобби. Оказывается, Вера давно распознала обман, но почему-то не спешит ругать мужа. | 23 марта 2016   |
| 14 (350) | Костя с удовольствием делится премудростями совместной жизни со своим напарником, но в итоге понимает, что на самом деле он ничего не знает о браке и особенно о том, как надо вести себя с собственной женой. | 24 марта 2016   |
| 15 (351) | Воронины уверены, что в силу своего возраста Николай Петрович уже не может управлять автомобилем, с чем он категорически не согласен. Но взгляды Николая резко меняются, когда он попадает в аварию. | 28 марта 2016   |
| 16 (352) | Отдыхая в пансионате, Костя с Верой в шутку меняют свои характеры. Теперь Костя мужествен, решителен и настойчив, а Вера — модная и гламурная девушка. Однако, эти перемены не помогают, когда герои возвращаются домой. | 29 марта 2016   |
| 17 (353) | Впервые за долгое время Вера не загружена домашними хлопотами. У Кости на работе имеется вакансия. Вера с радостью соглашается временно поработать в офисе, но вскоре Костя начинает об этом жалеть. | 30 марта 2016   |
| 18 (354) | Вера в очередной раз отчитывает Костю за враньё. Но когда Вера встречает свою старую подругу, которая сделала сногсшибательную карьеру, сама преувеличивает действительность. | 31 марта 2016   |
| 19 (355) | Костя не одобряет тот факт, что Маша записалась в театральную студию. Но он меняет своё отношение сразу, как только узнаёт, что в эту же студию ходит дочь его начальника. | 4 апреля 2016   |
| 20 (356) | Приближается пятнадцатая годовщина свадьбы Кости и Веры. Вера предвкушает, что муж устроит ей невероятный сюрприз, однако Костя забывает про этот важный день. Или он просто хочет, чтобы Вера так считала. | 5 апреля 2016   |

### Сезон 17
| № серии  | Описание серии | Премьера         |
| -------- | --- | ---------------- |
| 1 (357)  | Галина Ивановна нечаянно ударила мужа дверцей холодильника, и у того произошла временная потеря памяти, чем Николай Петрович решает воспользоваться после возвращения памяти.                                                                                       | 29 августа 2016  |
| 2 (358)  | Костя и его начальник сдружились. Однако вскоре Косте становится понятно, что дружба подчинённого и босса не сулит ничего хорошего ни тому, ни другому. | 29 августа 2016  |
| 3 (359)  | Вера заводит видеоблог о дизайнерском искусстве. Однажды Галина Ивановна случайно попадает в одно из видео блога Веры, после чего число подписчиков резко возрастает. Вскоре Галина узнаёт, что стала звездой интернета, но её это совсем не радует.                | 30 августа 2016  |
| 4 (360)  | Николай Петрович начинает ежедневно бегать в столовую тайком от всей семьи. От этого у Кости возникают ложные подозрения. | 31 августа 2016  |
| 5 (361)  | Косте не нравится друг Маши, но, узнав его поближе, он меняет своё мнение о нём в лучшую сторону. Между тем родители мальчика против того, чтобы их сын встречался с Машей. Костя убеждает парня не идти на поводу у родителей, научиться иметь собственное мнение. | 1 сентября 2016  |
| 6 (362)  | В письмах своей двоюродной сестре Галина Ивановна соврала о том, что у них с Верой идеальные отношения. И вот сестра приезжает в гости к Ворониным. Галина изо всех сил пытается скрыть обман.                                                                      | 5 сентября 2016  |
| 7 (363)  | Николай Петрович купил себе массажное кресло, чему он очень радуется. Конечно, Николай и не подозревает, что это кресло однажды может доставить ему неприятность.                                                                                                   | 6 сентября 2016  |
| 8 (364)  | Настя начинает ходить на курсы по воспитанию детей. Услышанное там она советует Вере, но та, как опытная многодетная мать, не воспринимает советы всерьёз. | 7 сентября 2016  |
| 9 (365)  | Николай Петрович предлагает Косте начать семейный бизнес. Дело идёт неплохо, но вскоре Костя решает вести бизнес вместе с отцом Веры, идея которого кажется ему более перспективной.                                                                                | 7 сентября 2016  |
| 10 (366) | Костя утверждает, что Маша не знает цены деньгам. Маша же решает доказать отцу, что уже взрослая и устраивается на работу. Теперь Косте предстоит узнать, действительно ли Маша повзрослела.                                                                        | 12 сентября 2016 |
| 11 (367) | Вера уже привыкла, что её старшая сестра Аня живёт закрытой жизнью в монастыре, поэтому сейчас особенно рада её приезду. До тех пор, пока не узнаёт, что Аня скрывала свою личную жизнь даже от собственной сестры.                                                 | 13 сентября 2016 |
| 12 (368) | Лёня покорно выполняет дела за Костю, так как чувствует вину, потому что сломал новый дорогой телефон брата. Теперь для Кости главное, чтобы Лёня не догадался, что вина в поломке телефона лежит не на нём.                                                        | 14 сентября 2016 |
| 13 (369) | Вера берётся организовать школьный праздник в классе у Маши. Однако, выясняется, что своим истинным лидером родители Машиных одноклассников приняли не Веру, а Костю.                                                                                               | 15 сентября 2016 |
| 14 (370) | Лёня и Настя не могут договориться, в какой кружок лучше отдать Сашку. Лёне кажется, что правильно будет отвести мальчика на хоккей, а Настя уверена, что танцы гораздо лучше и безопаснее.                                                                         | 19 сентября 2016 |
| 15 (371) | Вера решает заняться шитьём детских комбинезонов. Одежда получается своеобразной, однако, своего покупателя она находит. Вскоре выясняется, что эти комбинезоны были куплены вовсе не для детей.                                                                    | 20 сентября 2016 |
| 16 (372) | Близнецов задирает и обзывает один мальчик. Костя, помня свои детские обиды, решает разобраться с хулиганом. Однако, сам Костя не совсем правильно понимает, как нужно решать конфликты.                                                                            | 21 сентября 2016 |
| 17 (373) | Родители Веры приглашают Галину Ивановну и Николая Петровича на выставку современного искусства. Галина с удовольствием принимает приглашение, теперь ей осталось только уговорить ворчливого мужа.                                                                 | 22 сентября 2016 |
| 18 (374) | Костю приглашают на новое место работы с большой зарплатой, но со старого он уходить не хочет. Косте приходится разрываться между двумя работами, но вскоре ситуация откроется ему с неожиданной стороны.                                                           | 17 октября 2016  |
| 19 (375) | Вера хочет сделать татуировку, но Костя категорически против. Вопреки словам мужа, Вера всё-таки идёт в тату-салон. Неужели ей настолько безразлично мнение Кости?                                                                                                  | 18 октября 2016  |
| 20 (376) | Николай Петрович сообщает сыновьям, что выиграл в карты билеты на хоккейный матч, и они обязательно должны его посмотреть втроём. Кажется, что это здорово, однако поход на хоккей заканчивается КПЗ.                                                               | 19 октября 2016  |

### Сезон 18
| № серии  | Описание серий | Премьера        |
| -------- | --- | --------------- |
| 1 (377)  | Костя приезжает из командировки на несколько дней раньше, но не сообщает родителям о своём прибытии, желая с ними «поиграть в прятки» и побыть наедине с Верой.                                                                              | 20 октября 2016 |
| 2 (378)  | В дачном товариществе появляется человек, который способен обуздать Николая Петровича и заставить его «жить по правилам». Однако Николай просто так сдаваться не собирается.                                                                 | 24 октября 2016 |
| 3 (379)  | Маша просит у родителей совет, как её подруге расстаться с парнем. Под «подругой» Костя и Вера ошибочно подразумевают саму Машу, что приводит к недоразумению.                                                                               | 25 октября 2016 |
| 4 (380)  | Костя случайно задел пешехода на парковке и, признавая за собой вину, отдал ему деньги. Николай Петрович же пытается доказать сыну, что этот пешеход — мошенник, специально прыгнувший под колёса.                                           | 26 октября 2016 |
| 5 (381)  | Николай Петрович пытается разузнать у соседа по даче рецепт очень вкусной настойки, для чего засылает к тому «шпиона» — Галину Ивановну. | 27 октября 2016 |
| 6 (382)  | Жена Костиного друга видела эротический сон с Костей в главной роли. Костя скоро всё узнаёт. | 21 ноября 2016  |
| 7 (383)  | Близится день рождения Лёни, но у того нет денег, чтобы его как-то по-особенному отметить. Костя устраивает брату праздник. | 21 ноября 2016  |
| 8 (384)  | У Ани временные проблемы с жильём. Вера предлагает сестре пожить некоторое время с ней. Но жизнь под одной крышей становится для них испытанием.                                                                                             | 22 ноября 2016  |
| 9 (385)  | С Николаем Петровичем перестаёт общаться его внучка Люся. Семья Ворониных считает, что причина этого — в поведении Николая. Николай Петрович же выясняет истинную причину разлада с Люсей.                                                   | 23 ноября 2016  |
| 10 (386) | По предложению Кости Галина Ивановна становится поваром на вечеринке Костиного начальника. Но по нелепой случайности во время приготовления пищи у Галины происходит временная потеря зрения.                                                | 24 ноября 2016  |
| 11 (387) | У Лёни появилась возможность стать деканом факультета, однако он боится возлагать на себя большую ответственность. Настя решает помочь мужу.                                                                                                 | 29 ноября 2016  |
| 12 (388) | Вера мечтает жить в собственном доме. Костя, напротив, не хочет менять жильё. Но Вера договаривается с риэлтором о покупке дома. | 30 ноября 2016  |
| 13 (389) | Николай Петрович, желая быть финансово самостоятельным от своих сыновей, устраивается на работу охранником, однако и здесь без помощи Кости и Лёни не обходится.                                                                             | 30 ноября 2016  |
| 14 (390) | Костя получает возможность перейти на другую, более выгодную работу — в издательство «Спорт Глобал Ньюс». Остаётся сообщить об этом своим коллегам по прежнему месту работы.                                                                 | 1 декабря 2016  |
| 15 (391) | Николай Петрович собирается научить близнецов рыбацкому мастерству. Костя считает, что Николай в принципе не может быть нормальным учителем и отдаёт близнецов к профессиональному преподавателю.                                            | 5 декабря 2016  |
| 16 (392) | Галина Ивановна попала в больницу с переутомлением. Там она знакомится с бабушкой-«оторвой», которая резко меняет её мировоззрение. | 6 декабря 2016  |
| 17 (393) | Костя узнаёт, что у Маши, помимо Артёма, есть ещё один парень. Маша не может выбрать кого-то одного из них. Косте же не нравится новый парень, и он советует дочери сделать выбор в пользу Артёма.                                           | 7 декабря 2016  |
| 18 (394) | К Ворониным приезжает мама Насти. Она привозит с собой собаку, в которую, по её словам, «переселилась душа её покойного мужа». | 8 декабря 2016  |
| 19 (395) | Галина Ивановна расстроена, что у всех членов семьи разные планы на новогоднюю ночь. Она хотела бы, чтобы Костя нарядился в Деда Мороза, но в того наряжается совсем другой человек.                                                         | 29 декабря 2016 |
| 20 (396) | Костя забыл сделать справку для детского сада, и Люсю туда не взяли. Чтобы не разозлить Веру, он берёт дочь с собой на работу. | 6 февраля 2017  |
| 21 (397) | Костя даёт Андрею советы как познакомиться с девушкой в чате. И тот знакомится с незнакомкой, которой оказывается Вера. | 6 февраля 2017  |
| 22 (398) | Галина Ивановна понимает, что Маша по мере взросления постепенно отдаляется от неё. Бабушка пытается наладить отношения с внучкой. | 6 февраля 2017  |
| 23 (399) | Костя забыл купить подарок на годовщину своих родителей, и поэтому ему приходится дарить им сертификат на занятия экстремальными видами спорта.                                                                                              | 6 февраля 2017  |
| 24 (400) | Николай Петрович с друзьями борются против распоряжения о сносе их гаражей. Однако, когда Николаю поступает интересное предложение, он решает «сойти с дистанции».                                                                           | 13 февраля 2017 |
| 25 (401) | День святого Валентина. У Кости нет нормального подарка для Веры. Но зато за день до праздника Лёня спрятал у Кости хороший подарок для Насти, и Костя решает самовольно подарить этот подарок Вере.                                         | 14 февраля 2017 |
| 26 (402) | Для того чтобы отдать Люсю в элитный детский сад, родителям, а также бабушке с дедушкой нужно пройти собеседование с директором. Вера считает, что Галина Ивановна и Николай Петрович не пройдут собеседование успешно, и находит им замену. | 15 февраля 2017 |
| 27 (403) | Костя нагрубил на парковке женщинам из редакционного отдела, из-за чего те начинают ему мстить и не принимают его статьи. Косте приходится пойти на хитрость.                                                                                | 16 февраля 2017 |

### Сезон 19
| № серии  | Описание серии | Премьера       |
| -------- | --- | -------------- |
| 1 (404)  | Из-за временного паралича мышц на лице Николая Петровича застыла улыбка. Так получается, что Николай попадает на поминки, где его улыбка совсем неуместна.                                                                                 | 13 марта 2017  |
| 2 (405)  | Вера не хочет, чтобы Маша ехала в летний лагерь. Но чтобы отказать, Вере нужно найти справедливый аргумент, и поэтому она обращается за помощью к Галине Ивановне.                                                                         | 13 марта 2017  |
| 3 (406)  | У Кости появилась идея, как получить привилегии от своей начальницы, для этого нужно, чтобы Вера подружилась с ней. Вера соглашается, и как выясняется, у неё на эту дружбу тоже свои планы.                                               | 13 марта 2017  |
| 4 (407)  | Скоро 8 марта. Костя на этот раз находит оригинальный подарок: он выигрывает «звезду на дом» — Филиппа Киркорова, который лично придёт поздравить женскую половину семьи Ворониных.                                                        | 13 марта 2017  |
| 5 (408)  | Костя втайне от Веры поставил на её телефон приложение, которое определяет местоположение. Обнаружив, что Вера ходила в гостиницу, Костя начинает подозревать жену в измене.                                                               | 14 марта 2017  |
| 6 (409)  | Костя и Вера собираются в отпуск. Костя предлагает Лёне и Насте поехать с ними, и те соглашаются. Но вскоре Костя узнаёт, что Вера хотела бы отдохнуть только вдвоём. Теперь как-то надо сделать так, чтобы Лёня и Настя передумали ехать. | 15 марта 2017  |
| 7 (410)  | Костя получает в подарок от жены и матери две одинаковые рубашки. Однако Веру и Галину Ивановну это не останавливает от споров по поводу, чей подарок лучше.                                                                               | 16 марта 2017  |
| 8 (411)  | Костя написал свой роман. Редактор книжного издательства готов напечатать этот роман, но с некоторыми изменениями, а именно с добавлением постельных сцен. Костя решает скопировать постельные сцены из их с Верой интимной жизни.         | 20 марта 2017  |
| 9 (412)  | Костя подсел на мобильную игру, и вскоре он начинает вкладывать в неё реальные деньги. Семья Ворониных замечает неладное в поведении Кости.                                                                                                | 21 марта 2017  |
| 10 (413) | Известно, что Рома, брат Насти, недолюбливает Лёню. Но его отношение к нему меняется, когда Лёня спасает Роме жизнь. Вот только Лёне от этого не легче.                                                                                    | 22 марта 2017  |
| 11 (414) | Сестра Веры Аня пытается избавиться от бывшего жениха и говорит ему, что она замужем за Костей. Вскоре молодой человек заходит в гости к Ворониным.                                                                                        | 23 марта 2017  |
| 12 (415) | Лёня хочет забрать с дачи холодильник, который он покупал вместе с Костей. С этого начинается конфликт между братьями, и они начинают делить всё совместное дачное имущество.                                                              | 10 апреля 2017 |
| 13 (416) | Костя решил составить распорядок своего времени, в котором фиксирует сколько времени он будет тратить на собственные интересы, а сколько — на Веру. Этому «мужскому» календарю Вера решает противопоставить свой — «женский».              | 11 апреля 2017 |
| 14 (417) | У Кости появилась возможность стать радиоведущим, но из-за собственной же нерешительности он её упускает. | 12 апреля 2017 |
| 15 (418) | Вера решает получить второе высшее образование. Костя поддерживает в этом жену — ведь теперь Вера будет реже находиться дома и не мешать его увлечениям. Однако учёба даётся Вере не просто.                                               | 13 апреля 2017 |
| 16 (419) | Воронины выясняют свою родословную: родители Веры узнают, что их предки были дворянами, а у родителей Кости в роду были лишь крестьяне и рабочие. Боясь насмешек, Галина Ивановна переиначивает свою родословную.                          | 17 апреля 2017 |
| 17 (420) | Костя с друзьями регулярно собираются, чтобы поиграть в покер. Однако, в этот раз игра будет совсем другой, ведь к ним присоединится Вера.                                                                                                 | 18 апреля 2017 |
| 18 (421) | Маша хочет, чтобы ей купили хорька. Костя не знает, как отказать дочери, и для начала дарит ей цветок, за которым Маша должна ухаживать.                                                                                                   | 19 апреля 2017 |
| 19 (422) | Костя пытается наладить отношения со своей начальницей Симоной Альбертовной. Когда Воронин задерживается с ней после работы и они изрядно выпивают, Симона целует Костю, о чём вскоре узнаёт Вера.                                         | 20 апреля 2017 |

### Сезон 20
| № серии  | Описание серии | Премьера        |
| -------- | --- | --------------- |
| 1 (423)  | Костя и Николай Петрович часто пользуются безотказностью Лёни в различных поручениях. В этот раз Лёня просит помочь ему, но никакой помощи от родных не получает.                                                                                             | 21 августа 2017 |
| 2 (424)  | Отправившись на рыбалку, Николай Петрович, Костя и Лёня оказываются на необитаемом острове. И пока ждут спасателей, между ними происходит серьёзная ссора, которая заставляет каждого из них действовать поодиночке.                                          | 21 августа 2017 |
| 3 (425)  | Галине Ивановне оказалось не под силу совместить сразу несколько дел: выполнение домашней работы и присмотр за Люсей. Ей пришлось принять помощь по дому со стороны.                                                                                          | 22 августа 2017 |
| 4 (426)  | В молодости Костя и Лёня ухаживали за одной девушкой одновременно. Чтобы не поссориться, братья договорились, что они больше не будут с ней встречаться. И вот спустя много лет Лёня узнаёт, что и после договора Костя продолжал встречаться с той девушкой. | 23 августа 2017 |
| 5 (427)  | Николай Петрович увидел, как Филя и Киря взяли деньги у Кости без спроса. Дедушка пообещал внукам, что не выдаст их, но взамен за молчание решил использовать близнецов как бесплатную рабочую силу.                                                          | 24 августа 2017 |
| 6 (428)  | Костя взял на работу своего друга Мишу в качестве ассистента. Вскоре Воронин понимает, что быть начальником безответственного друга совсем не просто. | 28 августа 2017 |
| 7 (429)  | Николай Петрович находит себе напарника для игры в подкидного дурака — Веру. | 29 августа 2017 |
| 8 (430)  | Маша покупает себе рваные джинсы. Вера запрещает своей дочери их носить, после чего между ними начинается конфликт. А Костя оказывается «меж двух огней». | 30 августа 2017 |
| 9 (431)  | Вере стали присылать любовные послания. Будучи намеренным разобраться с тайным поклонником своей жены, Костя его находит, однако этим поклонником оказывается подросток.                                                                                      | 31 августа 2017 |
| 10 (432) | Воронины отдыхают в Сочи. Вера и Настя регулярно ходят на экскурсии, и, естественно, берут с собой мужей. У Кости и Лёни же другие представления об отдыхе.                                                                                                   | 4 сентября 2017 |
| 11 (433) | Костя покупает у одного местного торговца дорогие бусы и дарит их Вере. Когда Воронин узнаёт, что такие же бусы потеряла певица Глюк’oZa, то у него возникает мысль, что эти бусы краденые.                                                                   | 4 сентября 2017 |
| 12 (434) | Маша расстаётся с Артёмом. Костя и Вера советуют дочери не торопиться и дать парню второй шанс. Маша прислушивается к совету родителей, однако второй шанс получает совсем не Артём.                                                                          | 5 сентября 2017 |
| 13 (435) | Под конец отдыха Воронины окончательно устают друг от друга и ссорятся. Внезапно к ним приезжают Николай Петрович и Галина Ивановна, которые ничего не знают о ссоре. Неверное понимание ситуации подталкивает Ворониных-старших к неожиданным выводам.       | 6 сентября 2017 |
| 14 (436) | Вера в ужасе замечает, что Костя стал копировать поведение и манеры Николая Петровича. Вскоре она узнаёт, что Косте это нравится. | 30 октября 2017 |
| 15 (437) | По дороге на дачу автомобиль Кости застревает в яме. Николаю Петровичу приходит мысль использовать неудовлетворительное состояние дороги для личной выгоды.                                                                                                   | 30 октября 2017 |
| 16 (438) | Ряд фактов подталкивает Рому к выводу о том, что у Лёни появился воображаемый друг. Роман решает показать Леонида психотерапевту. | 31 октября 2017 |
| 17 (439) | Николай Петрович по неосторожности сжёг паспорт. Когда ему выдают новый документ, выясняется, что там не оказывается штампа о браке. И тут Николай заявляет Галине, что она ему больше не жена.                                                               | 1 ноября 2017   |
| 18 (440) | Дети готовят сюрприз на годовщину Кости и Веры, но те собираются уехать вдвоём в пансионат. Поэтому дети пытаются заставить родителей остаться дома, но и при этом сохранить сюрприз в тайне.                                                                 | 2 ноября 2017   |
| 19 (441) | Николай Петрович решил построить на даче баню. Однако работа быстро останавливается, когда он наступает на мину. | 7 ноября 2017   |
| 20 (442) | Вера поручила Косте купить костюм ангела для Люсиного утренника. После долгих поисков Костя находит самый подходящий по цене вариант — ангельские крылья из магазина для взрослых.                                                                            | 8 ноября 2017   |
| 21 (443) | Николай Петрович и Галина Ивановна дарят родителям Веры старую вазу из гаража. Те «приятно удивлены» подарку и в шутку заявляют, что эта ваза — антиквариат. Теперь она Николаю срочно требуется обратно.                                                     | 9 ноября 2017   |
| 22 (444) | Андрей познакомился с очень красивой девушкой — Мариной. Костя не верит, что такая женщина могла влюбиться в Андрея. Его подозрения ещё больше усиливаются, когда Марина тайно приглашает Костю к себе домой.                                                 | 13 ноября 2017  |
| 23 (445) | У Николая Петровича ухудшилось зрение. По рекомендации врача, он на время отказывается от просмотра телевизора. Теперь Николай всё своё внимание обращает на Костю и Лёню, но те от этого не в восторге.                                                      | 14 ноября 2017  |
| 24 (446) | Вера и Настя, занявшись вместе дизайном квартиры Андрея, не могут прийти к согласию по целому ряду вопросов и в итоге ссорятся. | 15 ноября 2017  |
| 25 (447) | Лёня собирается увольняться из института, но против этого выступают Настя и Галина Ивановна. Лёня решает, что если он будет критиковать начальство, то ректор сам его уволит. Однако такая тактика приводит к непредвиденным последствиям.                    | 16 ноября 2017  |
| 26 (448) | Костя просит Веру быть экономнее, но та уже совсем скоро покупает дорогое платье по нелепой ошибке. Чтобы вернуть потраченные деньги в семейный бюджет, Вера находит подработку, которая оказывается весьма компрометирующей.                                 | 15 января 2018  |
| 27 (449) | Пока Вера в пансионате, Костя остался с детьми «один на один». Чтобы заставить их выполнять дела по дому, Костя придумывает финансовую схему с собственной валютой. Первоначально стратегия оказывается успешной, но вскоре её ждёт полный провал.            | 16 января 2018  |
| 28 (450) | Выясняется, что у сына Лёни и Насти есть талант к музыке. Галина Ивановна начинает усердно развивать в нём этот талант. Это задевает Костю — ему стало доставаться меньше маминого внимания.                                                                  | 17 января 2018  |
| 29 (451) | Женщины перестают «засматриваться» на Костю, и тот пугается приближения старости. Воронин решает доказать, что он ещё молод, и пытается пригласить девушку на свидание.                                                                                       | 18 января 2018  |
| 30 (452) | Николай Петрович поругался на парковке с водителем, который оказался бизнес-партнёром начальницы Кости. Чтобы избежать неприятностей на работе, Костя выдаёт отца за сумасшедшего.                                                                            | 22 января 2018  |
| 31 (453) | Вера намерена устроить поход в театр всей семьёй. Однако возникают определённые сложности: у Маши свои планы на вечер, а Костя не смог купить билеты на всех членов семьи.                                                                                    | 23 января 2018  |
| 32 (454) | У Саши день рождения. Лёня просит семью дарить сыну только развивающие игрушки. Однако Костя, проигнорировав просьбу, дарит племяннику игрушечного робота. | 24 января 2018  |
| 33 (455) | Маше уже нужно задумываться о выборе профессии. Сама она хочет стать психологом, но Вера советует дочери учиться на дизайнера, а Костя — на журналиста. | 25 января 2018  |

### Сезон 21
| № серии  | Описание серии | Премьера        |
| -------- | --- | --------------- |
| 1 (456)  | Костя мечтает отправиться на отдых, и вот его мечта сбывается, более того, он берёт с собой всю семью. Однако у него возникает спор с Николаем Петровичем по поводу того, куда поехать отдыхать. Воронины решают устроить голосование.                                                          | 6 марта 2018    |
| 2 (457)  | Николай Петрович, осознав, что за всю свою сознательную жизнь не сделал ничего выдающегося, решает попасть в книгу рекордов. Однако добиться желаемого рекорда оказывается не так просто. | 19 марта 2018   |
| 3 (458)  | Вера не может сосредоточиться на работе, поэтому она решает снять квартиру, чтобы использовать её как офис. Казалось бы, простой план, но Вера не учла одну деталь — от Галины Ивановны ещё никто просто так не уходил.                                                                         | 19 марта 2018   |
| 4 (459)  | Когда Люся называет Галину Ивановну «огнедышащим драконом, прилетающим с балкона», Галина решает измениться и больше не донимать Веру. А Вера в свою очередь решает не рассказывать свекрови, что кличку придумала она, а не Люся.                                                              | 19 марта 2018   |
| 5 (460)  | Вера переживает, что её сестра Аня сблизилась с Машей. Она считает Аню не лучшим примером для подражания. Как себя поведёт Аня, когда узнает об этом? | 19 марта 2018   |
| 6 (461)  | Люся подралась в садике. Вера убеждена, что в поведении дочери виноват Костя. Она очень удивится, когда узнает, с кого на самом деле дочь взяла пример. | 20 марта 2018   |
| 7 (462)  | Когда Киря и Филя совсем отбились от рук, Костя и Вера решили отправить их в кадетское училище. Однако они не знали, что противиться этому больше будут не сами близнецы, а Галина Ивановна. | 20 марта 2018   |
| 8 (463)  | Костя замечает, что Маша не очень-то стремится провести время в его компании, у неё много других интересных дел. Конечно, он сразу разрабатывает план по возврату внимания взрослеющей дочери.                                                                                                  | 21 марта 2018   |
| 9 (464)  | Веру задевает, что новый парень Ани влюбил в себя всех Золотарёвых. Косте приходится побороться за звание лучшего зятя, и между парами начинается состязание, которое приведёт к очень неожиданной развязке.                                                                                    | 21 марта 2018   |
| 10 (465) | Забыв забронировать отель для иностранного коллеги, Костя ведёт его к себе домой. Отлучившись на пару часов, он находит немца в компании Николая Петровича в нетрезвом состоянии. Не лучшее состояние для человека, которому через несколько часов читать лекцию, которую услышит вся редакция. | 22 марта 2018   |
| 11 (466) | В гаражном кооперативе появляется женщина. Неожиданно для мужчин, она легко вливается в мужской коллектив. Всё бы ничего, да только Николай Петрович быстро пожалеет, что рассказал об этом Галине Ивановне.                                                                                    | 22 марта 2018   |
| 12 (467) | Вера упрекает Костю в том, что он не разговаривает с ней после рабочего дня. Костя решает измениться и начинает подробно рассказывать обо всём произошедшем с ним за день. | 27 августа 2018 |
| 13 (468) | Новым подчинённым Кости становится Сан Саныч. Бывший начальник начинает зарываться, и Костя ставит его на место. Да так, что Сан Саныча несправедливо увольняют. Теперь и непонятно, то ли радоваться Косте, то ли послушать совесть и исправить ситуацию.                                      | 27 августа 2018 |
| 14 (469) | Лёня и Настя наконец-то переезжают в свою квартиру. Все этому рады, кроме Галины Ивановны. Она не хочет отпускать сына и ради этого готова пойти на многое — даже на обман. | 27 августа 2018 |
| 15 (470) | Вере предлагают место главного дизайнера в агентстве. Казалось бы, мечта сбылась, но есть одно «но» — как сказать Насте, что их дизайнерскому бизнесу пришёл конец. | 27 августа 2018 |
| 16 (471) | С переездом на новую квартиру Лёня и Настя начинают новую жизнь, меняясь друг для друга. Узнав об этом, Вера тоже начинает желать, чтобы Костя изменился для неё. | 27 августа 2018 |
| 17 (472) | В семье Ворониных не принято, да и едва получается держать что-то в секрете. Но некоторые вещи лучше не знать никому — например, что свои первые две недели жизни Костя провёл в другой семье.                                                                                                  | 27 августа 2018 |
| 18 (473) | Костя намекает Вере, что она становится слишком нервной из-за обилия домашних и рабочих дел, и подталкивает её к походу к психологу. Реакция Веры на эти консультации удивит даже Костю. | 27 августа 2018 |
| 19 (474) | Стена в квартире Ворониных-старших даёт трещину, поэтому на время ремонта они решают пожить у своих любимых чад. Ни Косте с Верой, ни Лёне с Настей не нравится такая перспектива, и между парами начинается игра «Сбагри родителей».                                                           | 27 августа 2018 |
| 20 (475) | Друзья дарят Косте на день рождения дешёвый галстук. Он обижается и выбрасывает его. Как оказывается позже, настоящий подарок был спрятан внутри галстука. | 27 августа 2018 |
| 21 (476) | Николай Петрович предлагает увезти пианино на дачу, чтобы оно не занимало место в квартире. Галина Ивановна против. Вскоре пианино ломается. Костя подозревает, что это дело рук отца и проводит собственное расследование.                                                                     | 27 августа 2018 |

### Сезон 22
| № серии  | Описание серии | Премьера         |
| -------- | --- | ---------------- |
| 1 (477)  | Вера уговаривает Костю отправиться в круиз по Волге. Однако отдыха вдвоём у них не получается, так как Галина Ивановна и Николай Петрович отправляются вместе с ними. | 4 сентября 2018  |
| 2 (478)  | Костя устал от постоянных экскурсий. Чтобы остаться на теплоходе, он решает соврать Вере, что ему нужно выполнить поручение по работе. Вскоре Вера узнаёт про ложь мужа, но осознаёт, что ей самой приятнее ходить на экскурсии без Кости.                                                 | 4 сентября 2018  |
| 3 (479)  | Николай Петрович занялся незаконной продажей алкоголя на теплоходе. Вскоре капитан узнаёт об этом и решает ссадить его с судна. Галина Ивановна идёт просить у капитана о снисхождении и узнаёт в нём любовь своей молодости.                                                              | 5 сентября 2018  |
| 4 (480)  | Николай Петрович, Костя и Лёня просыпаются в лесу, не зная, как они здесь оказались и в какой стороне от них теперь находится теплоход. Тем временем на теплоходе капитан пытается сблизиться с Галиной Ивановной.                                                                         | 6 сентября 2018  |
| 5 (481)  | В гости к Ворониным приезжает мама Насти. Пока женщины третируют своих мужей, Елена Эдуардовна наоборот пытается им во всём угождать. Такой подход очень не нравится остальным женщинам, но, к их удивлению, он оказывается успешным — мужчины во всём начинают помогать Елене Эдуардовне. | 11 сентября 2018 |
| 6 (482)  | Маша хочет пойти на рэп-баттл Питона, но родители против. Да и к тому же, на этот день у неё назначена школьная экскурсия. Маша прибегает к помощи своего тайного союзника — Галины Ивановны.                                                                                              | 11 сентября 2018 |
| 7 (483)  | Вера разбивает Костину машину, и теперь все лишние деньги из семейного бюджета придётся отдать на ремонт. Однако Вера замечает, что Костя не начал экономить, а даже наоборот, иногда тратит ещё больше прежнего. Вера начинает операцию по поиску заначки своего мужа.                    | 12 сентября 2018 |
| 8 (484)  | Костя решил купить Вере новый автомобиль. Он приходит в автосалон, где обращает внимание на кабриолет и, не посоветовавшись с Верой, покупает его. | 13 сентября 2018 |
| 9 (485)  | У близнецов появился новый авторитет — их командир в кадетском училище. Костя ревнует — он хочет вновь стать самым крутым примером для своих детей. | 17 сентября 2018 |
| 10 (486) | Семья дарит Галине Ивановне и Николаю Петровичу билеты в Париж. Вскоре выясняется, что у Николая есть неоплаченный штраф, а потому он не может выехать за границу. Однако Воронин-старший уверен, что ничего не нарушал, и поэтому платить ничего не собирается.                           | 17 сентября 2018 |
| 11 (487) | В рабочем коллективе Кости завелась «крыса», которая сообщает начальнице обо всех проделках подчинённых. Костя пытается вычислить предателя и с удивлением обнаруживает, что «крыса» — это он.                                                                                             | 18 сентября 2018 |
| 12 (488) | Родители Веры вернулись из Таиланда с «сувениром» — тайцем по имени Винай. Неожиданно для себя Костя застаёт Людмилу Васильевну наедине с Винаем. Он начинает думать, что для тёщи Винай больше, чем друг.                                                                                 | 19 сентября 2018 |
| 13 (489) | Вера и Галина Ивановна ссорятся из-за пустяка, а их мужья решают поспорить, кто из женщин первой извинится. Когда конфликт невестки и свекрови практически исчерпан, мужчины подливают масла в огонь, чтобы выяснить, кто же выиграет в споре.                                             | 20 сентября 2018 |
| 14 (490) | Чтобы не играть с Костей в компьютерную игру, Лёня врёт, что у него сломался ноутбук. Костя решает подарить брату на день рождения новый. Вот только Лёня ждёт совсем другой подарок. | 24 сентября 2018 |
| 15 (491) | К Косте на работу устраивается девушка сногсшибательной красоты. Она притягивает взгляды всех мужчин в округе. Однако, выясняется, что нужен ей именно такой мужчина как Костя. | 25 сентября 2018 |
| 16 (492) | В детском саду воспитательница сообщает Косте и Вере, что Люся украла куклу у своей подруги. Сама Люся свою вину отрицает, однако Вере кажется, что её дочь говорит неправду, а Косте — наоборот.                                                                                          | 26 сентября 2018 |
| 17 (493) | Галина Ивановна с обидой осознаёт, что ей не в чем выйти в свет. На помощь свекрови приходит Вера, которая за пару походов в магазин делает из неё «стильную штучку». Вскоре Галина Ивановна устаёт от новой жизни и не знает как сообщить об этом Вере.                                   | 27 сентября 2018 |
| 18 (494) | Косте порядком надоело деспотическое поведение своего отца, и он решает провозгласить себя «главой семьи». Первое серьёзное решение для Кости — выбрать, кто будет готовить коронное блюдо на его день рождения — Вера или Галина Ивановна.                                                | 7 декабря 2018   |

### Сезон 23
| № серии  | Описание серии | Премьера        |
| -------- | --- | --------------- |
| 1 (495)  | Чтобы не ехать к Вериным родителям, Костя врёт жене, что его гороскоп запрещает ему выходить сегодня из дома. Однако хитрый план рушится, потому что звёзды не любят, когда над ними шутят. | 4 февраля 2019  |
| 2 (496)  | Ведя видеоблог в Интернете, Костя негативно отзывается о своём коллеге-журналисте. Оскорблённый журналист решает отстоять свою честь и вызывает Костю на настоящий поединок. | 4 февраля 2019  |
| 3 (497)  | Чтобы поехать с Лёней в гольф-клуб на выходные, Костя решает специально «обидеться» на Веру из-за пустяка. Но, к своему удивлению, он узнаёт, что обиделся не на пустяк. | 4 февраля 2019  |
| 4 (498)  | Лёня устраивается на работу в МЧС. Вот только его мечты о геройском спасении людей не сбываются. Он простой инструктор по безопасности, максимум которого — это снять кошку с дерева. Впрочем, и эта задача оказывается для Лёни непосильной.                                                                    | 4 февраля 2019  |
| 5 (499)  | Лёня считает, что надо верить в людей и помогать им. Изменится ли его мнение, когда человек, которому доверился Лёня, угонит его машину? | 5 февраля 2019  |
| 6 (500)  | Костя вывихнул плечо и ему нужен полный покой, поэтому впервые Вера отправляется спать на диван. Костя и забыл, как это круто — иметь своё личное пространство. Ради этого можно даже немного приврать. | 5 февраля 2019  |
| 7 (501)  | Костя и Вера слишком часто лезут в личную жизнь Маши. И однажды Маша решает проучить родителей — выйти замуж. | 6 февраля 2019  |
| 8 (502)  | Костя и Вера решили купить гараж. Благодаря Галине Ивановне и Николаю Петровичу такая простая и полезная для всех покупка обернулась большой ссорой. | 6 февраля 2019  |
| 9 (503)  | После первой же попытки научить Машу водить Костя оказывается категорически против этой идеи. Кто поддержит Машу и к каким выводам ситуация подтолкнёт Костю — это будет для него сюрприз. | 7 февраля 2019  |
| 10 (504) | Ворониным не удаётся убедить Николая Петровича навестить бывшего лучшего друга, который попал в больницу. Костя обманом заманивает отца на встречу и узнаёт страшную тайну давней ссоры двух друзей. | 7 февраля 2019  |
| 11 (505) | Костя и Вера поспорили на то, что ведущий программы «Рогов. Студия 24» не сможет преобразить Костю за сутки. Ради победы в споре Костя постарается любыми способами замедлить своё преображение. | 11 февраля 2019 |
| 12 (506) | Костя сбагривает Веру на беременную Катю. Так и у него, и у Паши появляется свободный вечер. Но, вместе с тем, у него появляется подозрение, что Вера захотела пятого ребёнка. | 11 февраля 2019 |
| 13 (507) | Николай Петрович хочет заставить Лёню отремонтировать пустующую комнату. Лёня отказывается. Тогда Николай нанимает рабочего, который выглядит точь-в-точь как Лёня. | 12 февраля 2019 |
| 14 (508) | Костя и Вера постоянно ссорятся и винят во всём друг друга. Костя предлагает выяснить, кто же в их паре главный зачинщик скандалов. Правда результат этого эксперимента не понравится им обоим. | 12 февраля 2019 |
| 15 (509) | Косте мешает тополь во дворе, поэтому он договаривается чтобы его спилили. Костя обескуражен, услышав, что сорок лет назад это дерево посадил сам Николай Петрович, который теперь очень недоволен произошедшим.                                                                                                 | 13 февраля 2019 |
| 16 (510) | Костя и Лёня находят старую клюшку отца, за которую они когда-то боролись в детстве. Тридцать лет прошло, а братья не изменились. Борьба за клюшку продолжится, только ставки станут выше, чем в детстве. | 13 февраля 2019 |
| 17 (511) | Лёня врёт Насте, что заболел, чтобы не ехать с ней к маме в Тверь. Однако план отдохнуть в выходные срывает Рома, который неожиданно заявляется в гости и узнаёт про враньё Лёни. Теперь Лёне придётся стать для Ромы лучшим другом, хотя правильнее — личным рабом.                                             | 25 марта 2019   |
| 18 (512) | Костя не любит ходить с Верой по выставкам. Вера находит выход из положения — знакомится с человеком, которому нравится искусство так же, как ей. Вот только Костю такой расклад не устраивает, потому что новый друг Веры — настоящий красавчик.                                                                | 25 марта 2019   |
| 19 (513) | Полный решимости освободить дом от хлама, Николай Петрович среди прочих вещей продаёт драгоценный и любимый Галиной Ивановной сервиз и, чтобы его вернуть, придётся пойти на жертвы. | 25 марта 2019   |
| 20 (514) | Поход с Верой на концерт оборачивается для Галины Ивановны участием в музыкальном коллективе. Казалось бы, лучше досуга не найти, но кое-что всё-таки станет помехой и поставит Галину перед выбором. | 25 марта 2019   |
| 21 (515) | Вера отправляет Костю снять утренник Люси, но тот, увлёкшись футболом, пропускает выступление дочери. Костя решает записать Люсю на видео отдельно, а потом на монтаже добавить нужный фон. Но, как всегда, что-то идёт не так.                                                                                  | 25 марта 2019   |
| 22 (516) | Современные технологии добрались и до Николая Петровича. Голосовой помощник «Анфиса» теперь его верный друг и собеседник. Галина Ивановна должна быть рада, что у неё появляется время для отдыха, но она воспринимает «Анфису» как соперницу и готова бороться за внимание мужа.                                | 25 марта 2019   |
| 23 (517) | Костя и Вера знакомятся с родителями Питона. Они оказываются необычной парой, немного помешанной на йоге, медитации и просветлении. Хоть знакомство и не задаётся, Вера решает перенять у родителей Питона несколько необычных для семьи Ворониных методик воспитания.                                           | 25 марта 2019   |
| 24 (518) | Узнав, что Настя отправляет Лёню в санаторий лечиться от храпа, Костя решает поехать с братом. Вот только в санатории оказываются строгие порядки. Похоже, Косте придётся лечиться от храпа, которым он даже не болел.                                                                                           | 25 марта 2019   |
| 25 (519) | У Николая Петровича в гаражах появился конкурент, который варит самогон лучше, чем он. Чтобы собрать новый инновационный самогонный аппарат, Николай втёмную использует Машу, которая как раз готовится к научной олимпиаде.                                                                                     | 1 апреля 2019   |
| 26 (520) | Костя идёт на пафосный приём и не хочет брать с собой Лёню, считая того слишком неуклюжим и неотёсанным для таких мероприятий. Он сильно удивится, когда Лёня подружится с известным писателем и кумиром Кости, а на самого Костю никто не обратит внимания.                                                     | 1 апреля 2019   |
| 27 (521) | Вместо того, чтобы отнести старые вещи Галины Ивановны в гараж, Николай Петрович сбагривает их прохожей старушке. Однако скоро выясняется, что в тех вещах лежали дорогие серёжки Галины Ивановны. | 1 апреля 2019   |
| 28 (522) | Лёня покупает новую машину и, хвастаясь ей перед Костей, случайно царапает «Волжанку» Николая Петровича. Сыновья врут отцу, что они тут ни при чём. Николай Петрович находит машину обидчика и, не зная, что она Лёни, предлагает сыну отомстить за отца и разбить машину.                                       | 1 апреля 2019   |
| 29 (523) | На парковке университета Костя ссорится с преподавателем. Он не знает, что именно этот преподаватель будет принимать у Маши экзамен. Когда Маша получает незачёт, Костя винит во всём себя. Но кто виноват на самом деле?                                                                                        | 9 апреля 2019   |
| 30 (524) | Костя, Лёня, Николай Петрович и его друг Володя вместе идут на рыбалку. Владимир так нравится Косте и Лёне, что они начинают с ним общаться больше, чем с отцом. Николаю Петровичу это не нравится, и он решает принять радикальные меры.                                                                        | 9 апреля 2019   |
| 31 (525) | Воронины приходят в кафе «Пиццерини», которое снова открылось спустя пять лет после закрытия. Сколько историй связано с этим местом! Воронины предаются ностальгии и случайно раскрывают тайну Лёни, которую не должна была узнать Настя.                                                                        | 9 апреля 2019   |
| 32 (526) | Сергей Геннадьевич приезжает в гости к Ворониным. Оказалось, что он поссорился с Людмилой Васильевной, и та выгнала его из дома. В результате недопонимания Костя, Лёня и Николай Петрович случайно советуют Сергею Геннадьевичу развестись, на что тот очень быстро соглашается. Как вот теперь его разубедить? | 9 апреля 2019   |
| 33 (527) | Костя и Галина Ивановна на выходные хотят забрать близнецов из кадетского училища. Однако Вера против — Филю и Кирю нельзя отвлекать от подготовки к экзаменам. Костя с мамой не прислушиваются к словам Веры и решают вывезти их тайно.                                                                         | 17 апреля 2019  |
| 34 (528) | Костя врёт Вере, что вынужден работать в выходные, чтобы не идти с ней на свадьбу подруги. Вместо работы Костя идёт с друзьями в бар. Он пока не знает, что бар и свадебный банкетный зал находятся в одном здании.                                                                                              | 17 апреля 2019  |
| 35 (529) | Воронины вызывают на дом психолога, чтобы тот помог им разобраться с семейными неурядицами. Вот только к концу сеанса бесконечные ссоры Ворониных доведут до безумия самого психолога. | 18 апреля 2019  |
| 36 (530) | Воронины обвиняют Николая Петровича в скупости и шантажом заставляют его начать со всеми делиться и не клянчить деньги. Чтобы показать свою щедрость домочадцам, Николай Петрович селит в своей квартире бездомного.                                                                                             | 18 апреля 2019  |

### Сезон 24
| № серии  | Описание серии | Премьера         |
| -------- | --- | ---------------- |
| 1 (531)  | Лёня сильно ударяется головой, и ему прописывают домашний режим. Ему так нравится забота Галины Ивановны, что даже после выздоровления он продолжает изображать из себя больного. Правда, когда об этом узнаёт Костя, который не любит делить мамину заботу с кем-то другим, он решает отправить Лёню в психушку.                                | 16 сентября 2019 |
| 2 (532)  | Вера упрекает Костю, что тот даже в выходные не встаёт с дивана. Костя соглашается погулять с Верой и случайно знакомится с известным продюсером. Теперь Костя общается с богатыми «небожителями», где Вере нет места. | 16 сентября 2019 |
| 3 (533)  | Друг Николая Петровича Владимир ищет себе спутницу жизни. Николай Петрович считает, что это глупая идея, а Галина Ивановна втайне от мужа решает помочь Владимиру. Николаю очень не понравится, когда он узнает, что Владимир и Галина поцеловались.                                                                                             | 16 сентября 2019 |
| 4 (534)  | Косте надоели придирки начальницы. Николай Петрович предполагает, что плохое настроение Симоны Альбертовны напрямую зависит от отсутствия в её жизни мужчины. Костя соглашается с отцом и решает сделать так, чтобы Симона завела роман с Сан Санычем.                                                                                           | 16 сентября 2019 |
| 5 (535)  | Костя понимает, что Николай Петрович никогда не говорил ему: «Я люблю тебя, сынок». Чтобы выбить из отца признание в любви, Костя решает исполнить его давнюю мечту — полёт на воздушном шаре. Правда, мягкой посадки никто не обещает. | 17 сентября 2019 |
| 6 (536)  | Костя готов пойти на всё, чтобы выиграть в футбольном турнире на работе. Даже заменить своих друзей-сокомандников на профессиональных футболистов. Правда, друзьям такой подход не нравится, и они выгоняют Костю из команды. | 17 сентября 2019 |
| 7 (537)  | После того, как у Кости умер знакомый, он решил кардинально изменить жизнь. Теперь он «бабочка-однодневка», которая всему говорит «да». Правда, такой безответственный подход к жизни не нравится остальным Ворониным, и они решают проучить Костю.                                                                                              | 18 сентября 2019 |
| 8 (538)  | На совместном отдыхе Костя и Вадик узнают, что Киря и дочь Вадика Алина начали встречаться. Костя рад, что они с Вадиком из друзей скоро превратятся в родственников. Правда, что рад этому только он один, потому что Вадик запрещает Алине общаться с Кирей.                                                                                   | 18 сентября 2019 |
| 9 (539)  | Лёня пытается изменить у Кости предвзятое отношение к бывшим уголовникам и приглашает на дачу знакомого, который когда-то сидел в тюрьме. Правда, когда ночью обворовывают соседей, круг подозреваемых быстро сужается. | 19 сентября 2019 |
| 10 (540) | Костя узнаёт, что его коллега Андрей выиграл в номинации «Лучшая спортивная статья». Косте завидно. Он пытается договориться с Андреем об общей награде, так как именно он редактировал эту статью. Когда долгожданный момент награждения наступает, оказывается, что номинация эта с подвохом.                                                  | 19 сентября 2019 |
| 11 (541) | Финал футбольного турнира — долгожданный день для мужчин в семье Ворониных, но так совпало, что именно в этот день у каждого члена семьи свои планы. Ничего не остаётся, кроме как договориться вместе посмотреть матч в повторе. Главное — не узнать счёт. Однако, Костя случайным образом всё-таки узнаёт результат.                           | 23 сентября 2019 |
| 12 (542) | Андрей боится, что Марина его бросит. Он делится этим с коллегами, и в процессе разговора на тему любимых женщин разгорается спор о том, кто красивее — Марина или Вера. Случайным образом Вера узнаёт о споре. | 23 сентября 2019 |
| 13 (543) | Николай Петрович злится, что Галина Ивановна постоянно обращается за помощью к сыновьям. Он назло всем решает, что банки с заготовками он откроет сам. Не совладав с банкой, Николай Петрович получает травму, после чего оказывается в больнице. Там он находит способ подзаработать и не спешит возвращаться домой.                            | 24 сентября 2019 |
| 14 (544) | Закрывается любимая пивная Николая Петровича. Это наводит Веру и Галину Ивановну на мысль выкупить пивную и начать семейный бизнес. Костя счастлив, он готов во всём помочь любимым женщинам. Но у Веры и Галины Ивановны снова всё идёт не так.                                                                                                 | 24 сентября 2019 |
| 15 (545) | Друг Николая Петровича находит в лесу царскую монету. В надежде, что можно найти такую же драгоценную вещь, Николай Петрович заставляет Лёню и Костю ходить с металлоискателем по всему лесу. Неожиданно Лёня находит серебряную чашу. Правда, Николаю Петровичу пока неизвестно, что чуть ранее Костя её и закопал.                             | 25 сентября 2019 |
| 16 (546) | Рома расстаётся со своей девушкой и переезжает в Москву. Чтобы помочь Роме справиться с переживаниями, Настя обращается к Косте, но оказывается, Рома не настроен на отношения, поэтому они вместе с Костей просто ходят по барам и врут, что нашли Роме пару. Что же придумает Костя, когда от них потребуют привести девушку в гости?          | 25 сентября 2019 |
| 17 (547) | Николай Петрович ругается с соседками. Галина Ивановна просит мужа извиниться, но у него рождается другой план. На следующее утро Николай Петрович с приятелем пытаются разобрать на доски лавку, на которой бабушки обычно заседают. Соседки же решают, что Николай Петрович чинит лавку — и мирятся с ним, в знак благодарности накрывая стол. | 26 сентября 2019 |
| 18 (548) | Косте и его коллеге Андрею дают отпуск и премию. Андрей и Марина предлагают Ворониным пойти в поход. Косте нравится эта идея, а Вера сомневается, что её муж выдержит долго без цивилизации и комфорта. Они спорят, кто быстрее захочет домой в походе.                                                                                          | 26 сентября 2019 |
| 19 (549) | Воронины всей семьёй отправляются на курорт в Сочи. Там Николай Петрович встречает своего старого армейского друга и у них возникает спор по поводу того, чей сын пройдёт испытание и докажет, что он настоящий джигит. Косте ничего не остаётся как пойти на хитрость, чтобы не подвести отца.                                                  | 2 октября 2019   |
| 20 (550) | Костя очень сильно переживает по поводу того, что Вера к нему «охладела» чувствами. По совету приятеля он решает похитить Веру, чтобы спасти с ней отношения. Однако, как всегда, всё пошло не так, как задумано. И теперь Косте с Лёней придётся спасаться от разъярённых горцев.                                                               | 2 октября 2019   |
| 21 (551) | Лёня и Настя вместе с Костей и Верой собираются поехать на экскурсию. Однако, Вера и Костя вместо экскурсии предпочли отправиться на вечеринку со своими новыми друзьями. Лёня с Настей, узнав об этом, тоже решают завести себе новых приятелей.                                                                                                | 3 октября 2019   |
| 22 (552) | Костю повышают на работе, но для этого ему придётся переехать в Санкт-Петербург. Вроде бы надо радоваться, но для Кости это большая проблема — как сообщить о переезде Галине Ивановне, ведь Костя не готов расставаться с мамой. | 3 октября 2019   |

## Съёмочная группа
| Генеральные продюсеры: - Вячеслав Муругов (1—14, 22—24 сезоны) - Антон Федотов (22—24 сезон) Продюсеры: - Константин Наумочкин (1—12 сезоны) - Джефф Лернер (1—12 сезоны) - Артём Логинов (1—14 сезоны) - Антон Щукин (3—14 сезоны) - Антон Зайцев (3—14 сезоны) - Мария Смирнова (11—14 сезоны) - Андрей Антонов (15—21 сезоны) - Дарья Капля (15—24 сезоны) - Диана Петренко (15—19 сезоны) - Елена Котунова (17—19 сезоны) - Ольга Володина (17—19 сезоны) - Теймур Джафаров (20—24 сезоны) - Михаил Россолько (21—24 сезоны) - Владимир Утин (21—24 сезоны) - Екатерина Ласкари (22—23 сезон) Ведущие продюсеры: - Виктор Гельман (11—14 сезоны) - Маргарита Искандарова (15—24 сезоны) - Виктория Мамиева (20—24 сезоны) Исполнительный продюсер: - Дмитрий Милешин (все сезоны) Линейный продюсер: - Оксана Фурцева (все сезоны) Креативные продюсеры: - Антон Щукин (1—2 сезоны) - Антон Зайцев (1—2 сезоны) - Павел Орешин (3—14 сезоны) - Мехрали Пашаев (15—24 сезоны) - Андрей Владимиренко (18—22 сезоны) - Андрей Кошкин (23—24 сезоны) Режиссёры: - Александр Жигалкин - Леонид Коновалов - Георгий Дронов - Артём Логинов - Алексей Кирющенко - Артур Богатов - Артур Румынский - Сергей Мезенцев - Андрей Записов - Николай Неклюдов - Наталья Катрич Операторы: - Александр Третьяков - Михаил Харченко - Иван Бархварт - Антон Хмельков Композиторы: - Дмитрий Ланской - Михаил Ковалёв | Главные авторы сценария: - Мехрали Пашаев (15—16 сезоны) - Николай Тетерин (16 сезон) - Андрей Владимиренко (17—22 сезоны) - Сергей Кондрашин (20—22 сезоны) Авторы сценария: - Ксения Воронина - Максим Филипьев - Антон Зайцев - Артём Лемперт - Павел Орешин - Дмитрий Данилов - Иван Забегаев - Дмитрий Белавин - Станислав Староверов - Максим Колесников - Анна Спицына - Ильшат Латыпов - Алексей Лебедев - Олег Гольдфайн - Евгений Куратов - Артур Рамазанов - Евгений Штылёв - Алексей Николаев - Александр Николаев - Мехрали Пашаев - Андрей Владимиренко - Олеся Курочкина - Симона Фридман - Андрей Кошкин - Илья Литвиненко - Анна Симикина - Николай Тетерин - Сергей Кондрашин - Сергей Фирсов - Иван Проскурин - Александр Коротков - Кирилл Легай - Нина Притула - Эмиль Аскеров - Роман Манусаджян - Никита Сухарев - Кирилл Карташов - Сергей Нежданов - Гульнара Сапаргалиева - Иван Андрианов - Михаил Степанов - Валерия Задереева - Андрей Потапов - Максим Шлендик - Анна Тихомирова - Павел Беспалов - Александр Фукс - Богдан Мурашов |

## Факты
- Станислав Дужников, играющий старшего брата Кости, в реальности на 2 года младше Георгия Дронова.
- Станислав Дужников ради роли в сериале за 2 месяца до начала съёмок набрал 20 кг[35].
- Согласно документальному фильму «Экспорт Рэймонда», дважды на роль Кости Воронина планировался актёр Евгений Миллер. Его кандидатуру одобрил сам создатель оригинального сериала Филипп Розенталь. В первый раз ему отказали продюсеры канала, мотивировав отсутствием у актёра главных ролей в кино, во второй раз на съёмки его не отпустил художественный руководитель МХТ имени А. П. Чехова Олег Табаков[36]. Главной конкуренткой Екатерины Волковой на роль Веры Ворониной была Светлана Антонова. Позже Антонова всё же снялась в сериале, исполнив роль Симоны Альбертовны, начальницы Кости (с 18 сезона).
- В нескольких сериях используется такой приём повествования, как флешбэк — в каждой последней серии 1—6 сезонов, а также в 242, 296 и 525 сериях показывается прошлое Ворониных.
- Персонажам, появившимся в 33 и 77 сериях, которые были похожи внешне и поведением на Николая Петровича и Галину Ивановну, дали имена Борис и Анна, что является отсылкой к именам актёров, сыгравших Галину и Николая — Бориса Клюева и Анны Фроловцевой.
- Костя, Лёня и Николай Петрович появились в 3 серии 2 сезона сериала «Молодожёны», который также выходил на СТС[37].
- Во время съёмок 7—8 сезонов из-за беременности исполнительницы роли Веры Екатерины Волковой пришлось маскировать живот различными способами: костюмеры перекроили одежду главной героини, всячески меняли положение актрисы, чтобы живот не бросался в глаза и нанимали дублёрш для съёмок опасных для беременной сцен[38].

### Отсылки к другим фильмам
- В сериале присутствуют неоднократные намёки на известные киноработы Бориса Клюева[39]. В 161 серии Костя говорит отцу: «Кончай на ночь смотреть „ТАСС уполномочен заявить…“» (сериал, в котором Борис Клюев сыграл роль Трианона. Также в 201, 242 и 249 сериях содержатся намёки на сходство Николая Петровича с графом Рошфором, роль которого в фильме «Д’Артаньян и три мушкетёра» также исполнил Борис Клюев.
- В 158 серии присутствует отсылка на фильм «Интердевочка», где эпизодическую роль сыграла Анна Фроловцева.
- В сериале присутствуют отсылки к фильмам с участием Станислава Дужникова. В 258 серии его герой говорит «Я чуть с метро не выпрыгнул и по рельсам не побежал, как в том фильме», это является отсылкой к фильму «Метро», где Дужников играет курьера, попавшего в аварию в метро и убегающего по рельсам от поезда.
- В 341 серии Лёня произнёс фразу «Все любят Костика». Фраза является отсылкой к сериалу «Все любят Рэймонда», где прототип Лёни из оригинального сериала — Роберт (брат Рэймонда), сказал аналогичную фразу: «Все любят Рэймонда».

## Премии и награды
- Премия ТЭФИ 2010 — в номинации «Ситком года»[40].
- Премия Золотой носорог (2011) — в номинации «Лучшая мужская роль второго плана» (получил Станислав Дужников за роль Лёни в сериале)[41].
- Премия ТЭФИ 2011 — в номинации «Исполнитель мужской роли в телевизионном фильме/сериале» (получил Борис Клюев за роль Николая Воронина в сериале)[42].
- Национальная детская премия «Главные герои» (10 апреля 2017) — в номинации «Главная актриса» (получила Мария Ильюхина за роль Маши Ворониной в сериале)[43].
- В октябре 2017 года сериал был включён в книгу рекордов Гиннесса как самый продолжительный адаптированный телепроект в мировом телевидении[44][45].